# Galambfajok listája

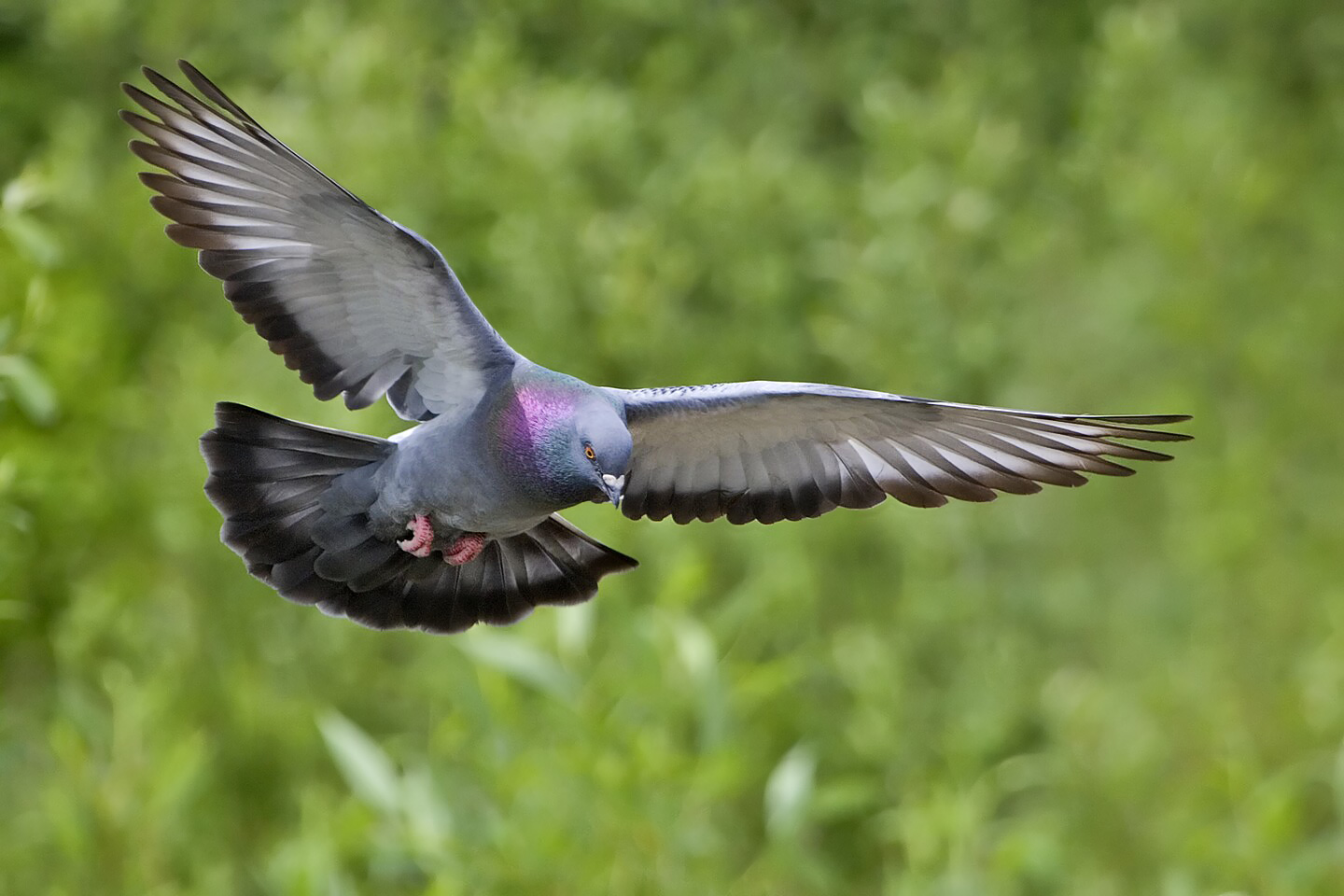
Szirti galamb (Columba livia)

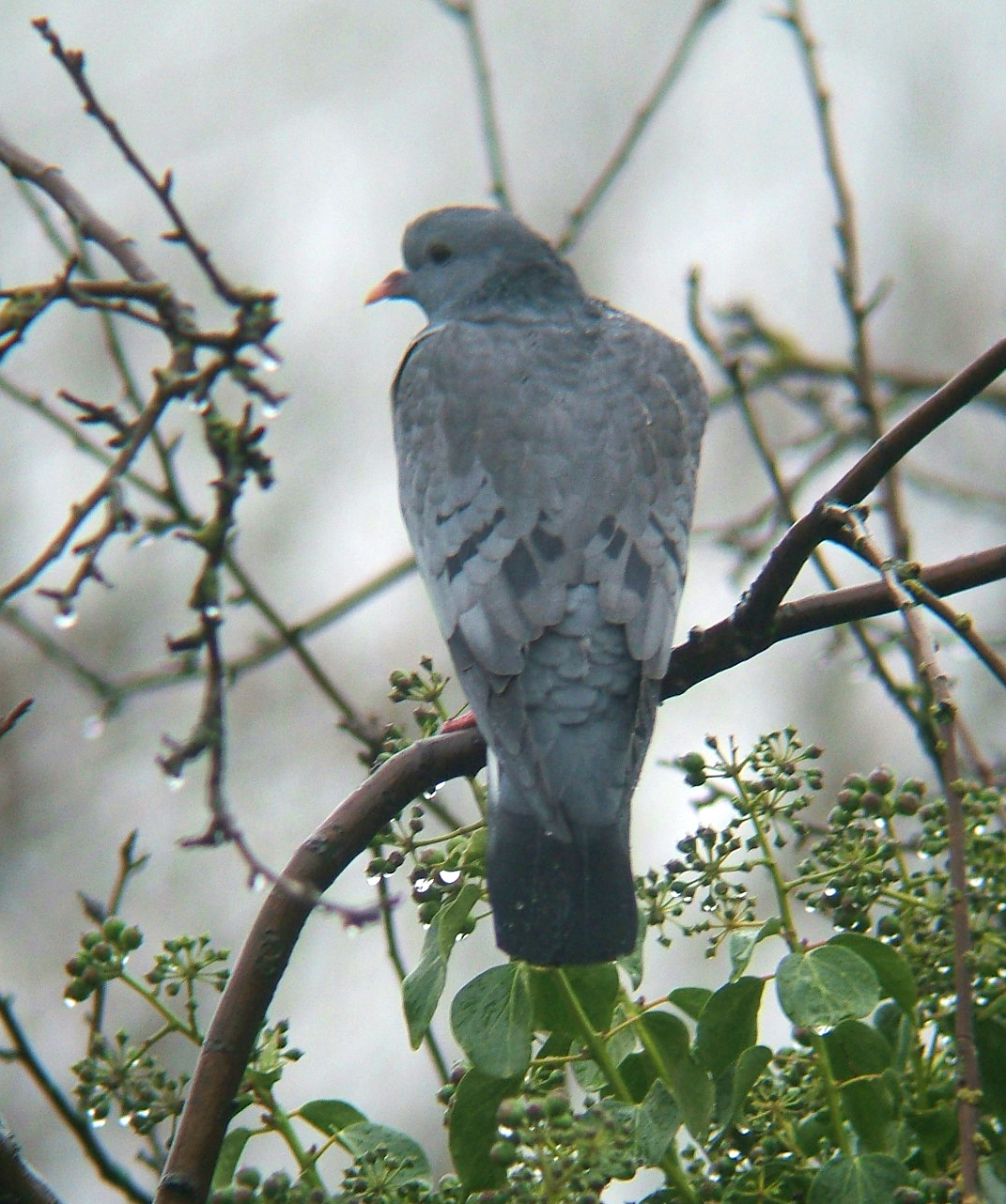
Kék galamb (Columba oenas)

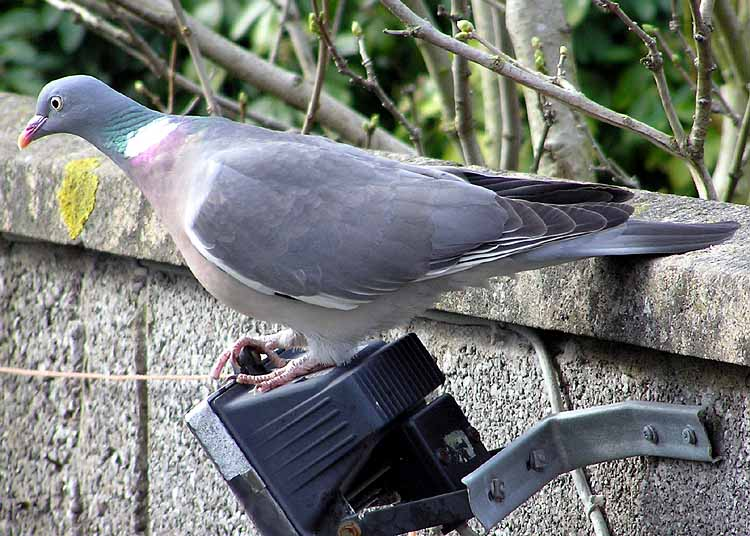
Örvös galamb (Columba palumbus)

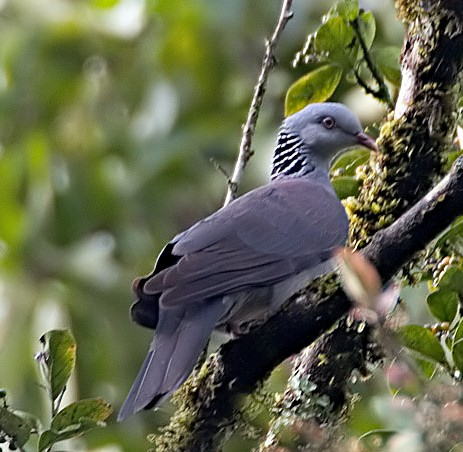
Nilgiri galamb (Columba elphinstonii)

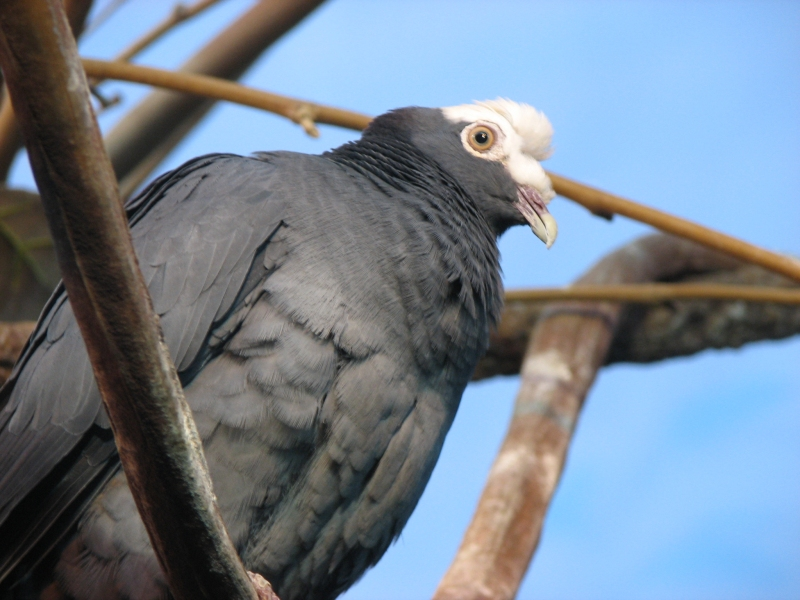
Fehérsapkás galamb (Patagioenas leucocephala)

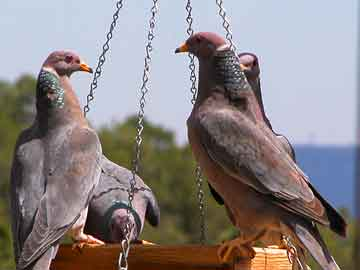
Sávosfarkú galamb (Patagioenas fasciata)

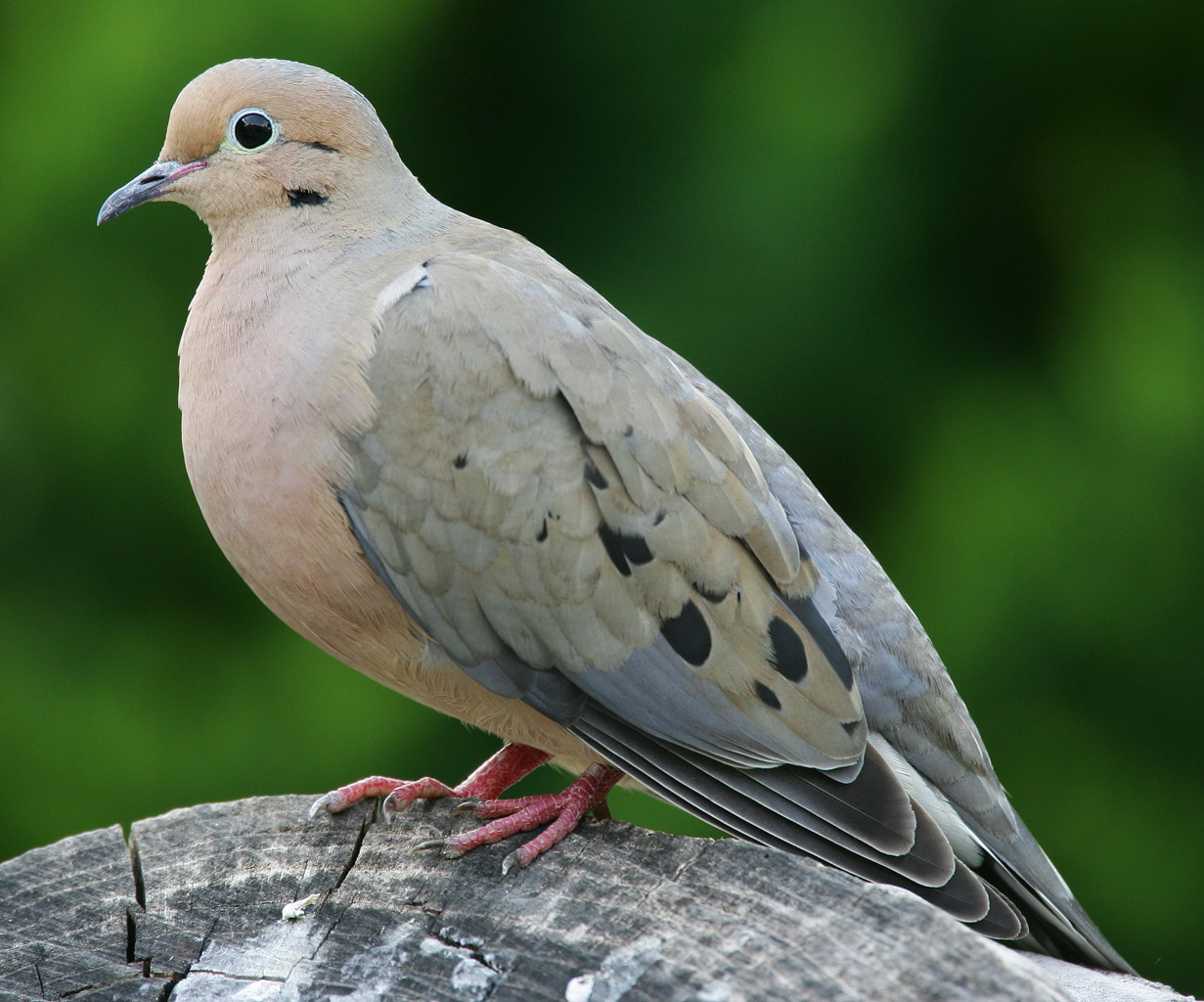
Sirató gerle (Zenaida macroura)

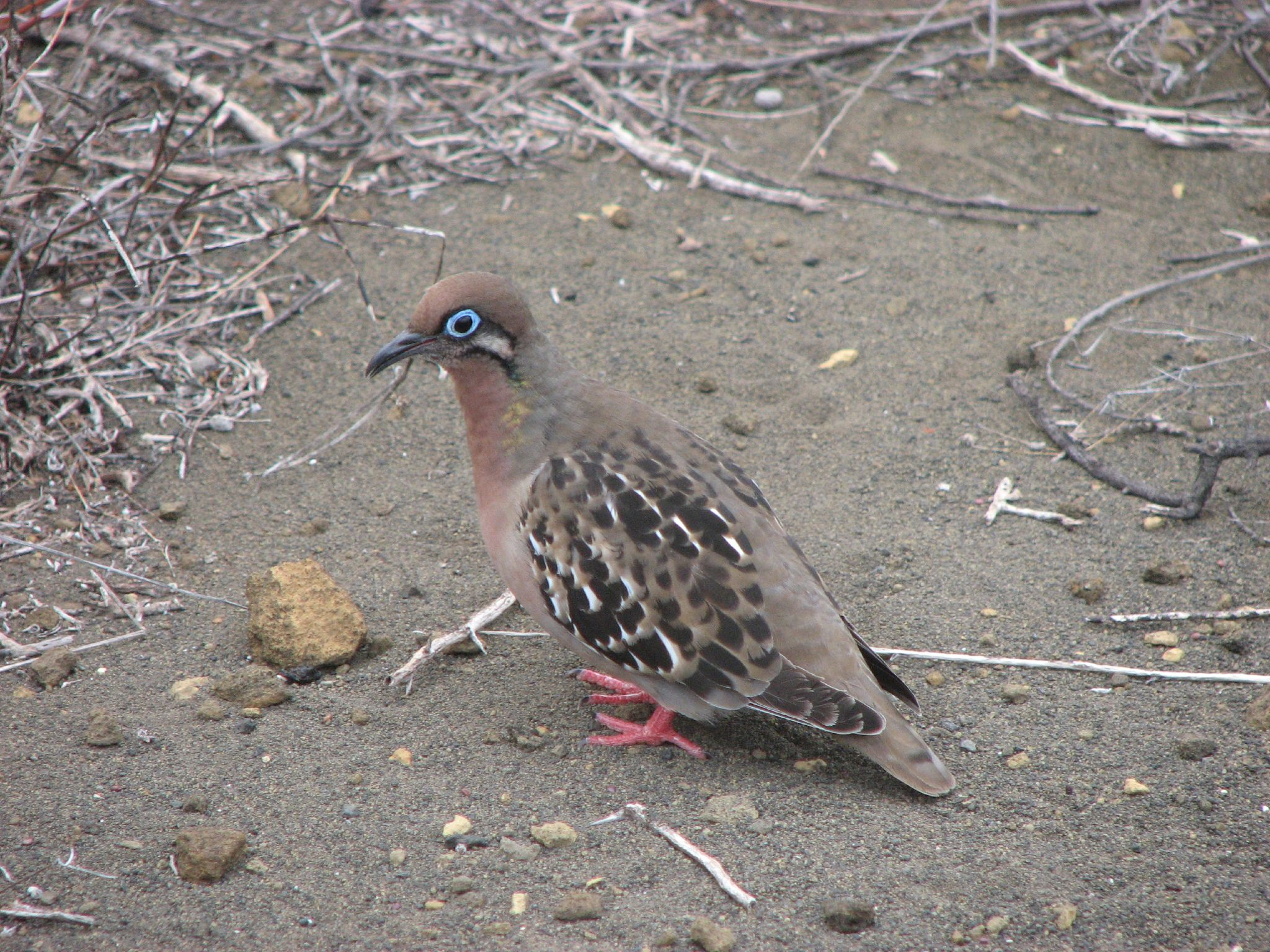
Galápagosi gerle (Zenaida galapagoensis)

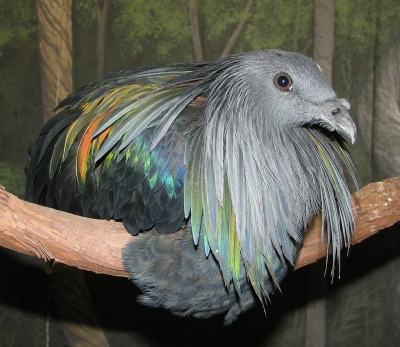
Sörényes galamb (Caloenas nicobarica)

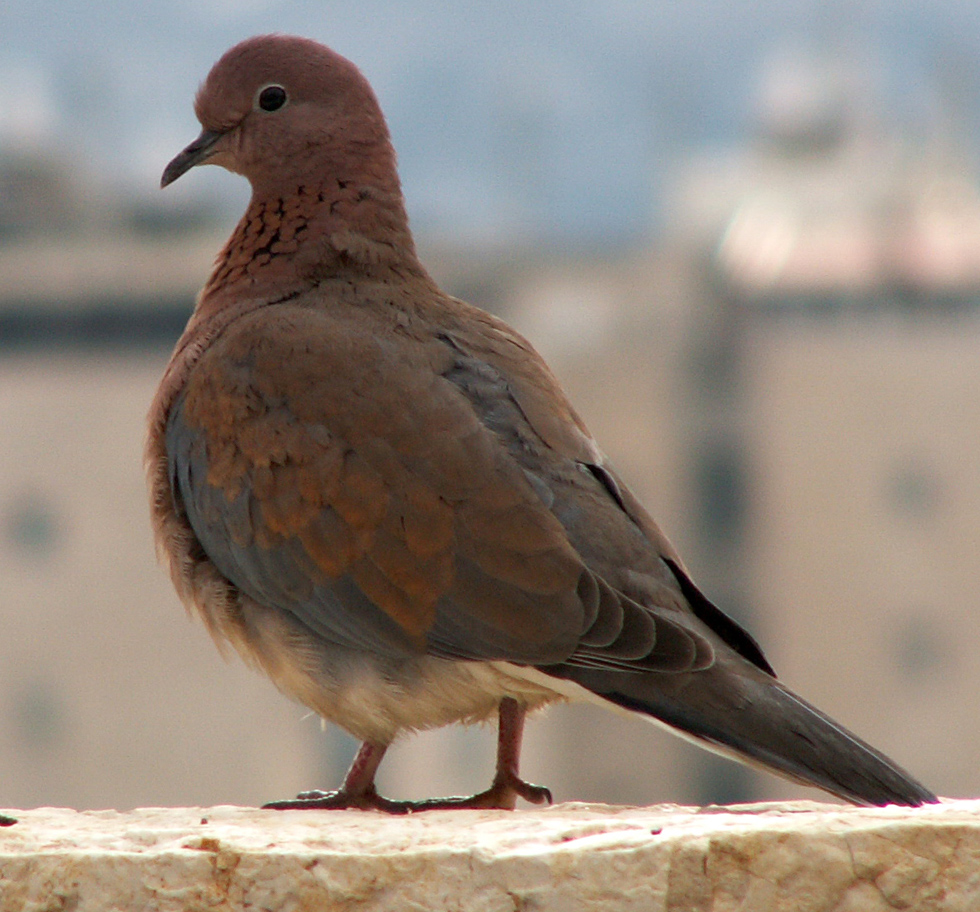
Pálmagerle (Streptopelia senegalensis)

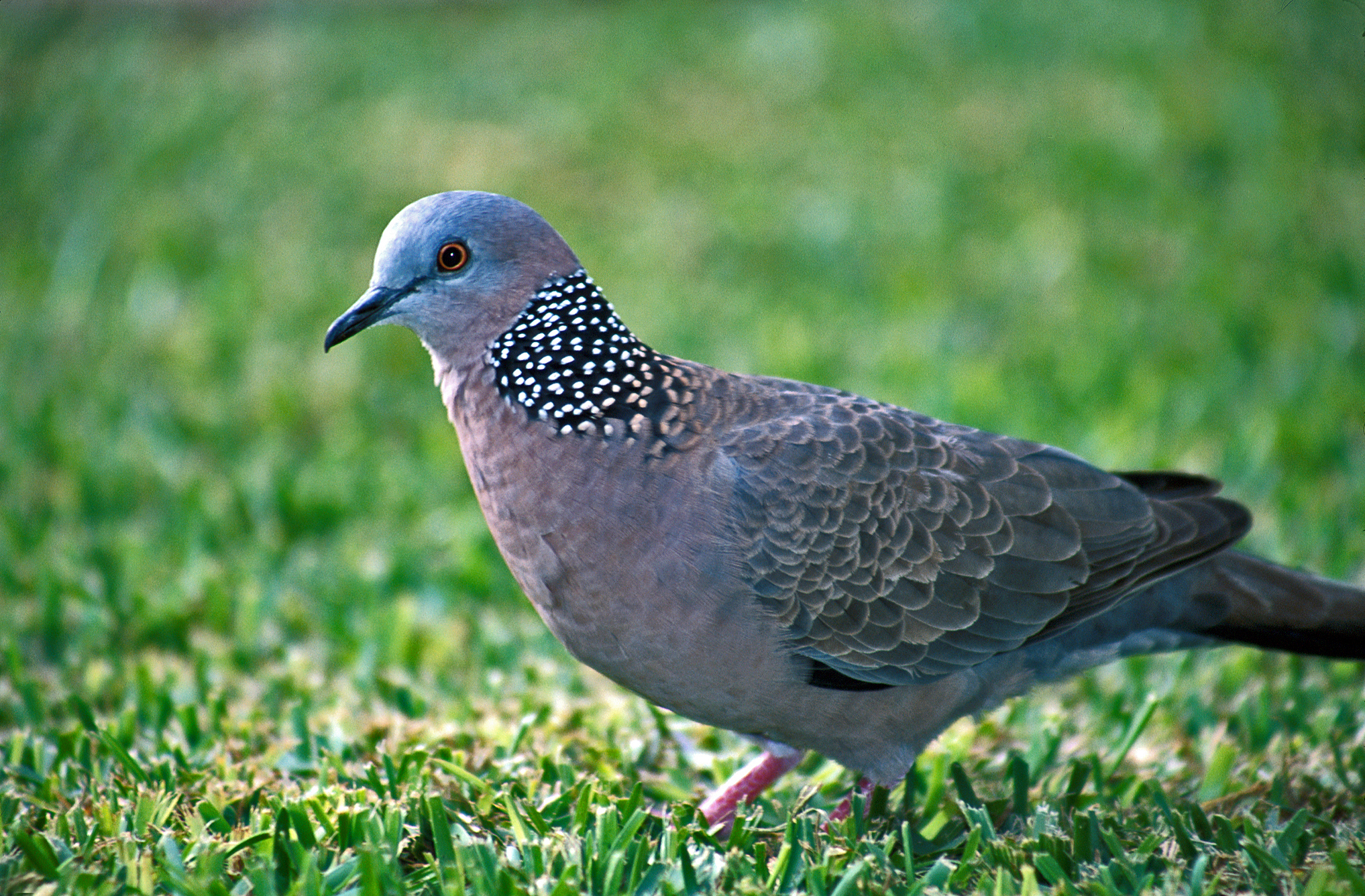
Gyöngyösnyakú gerle (Streptopelia chinensis)

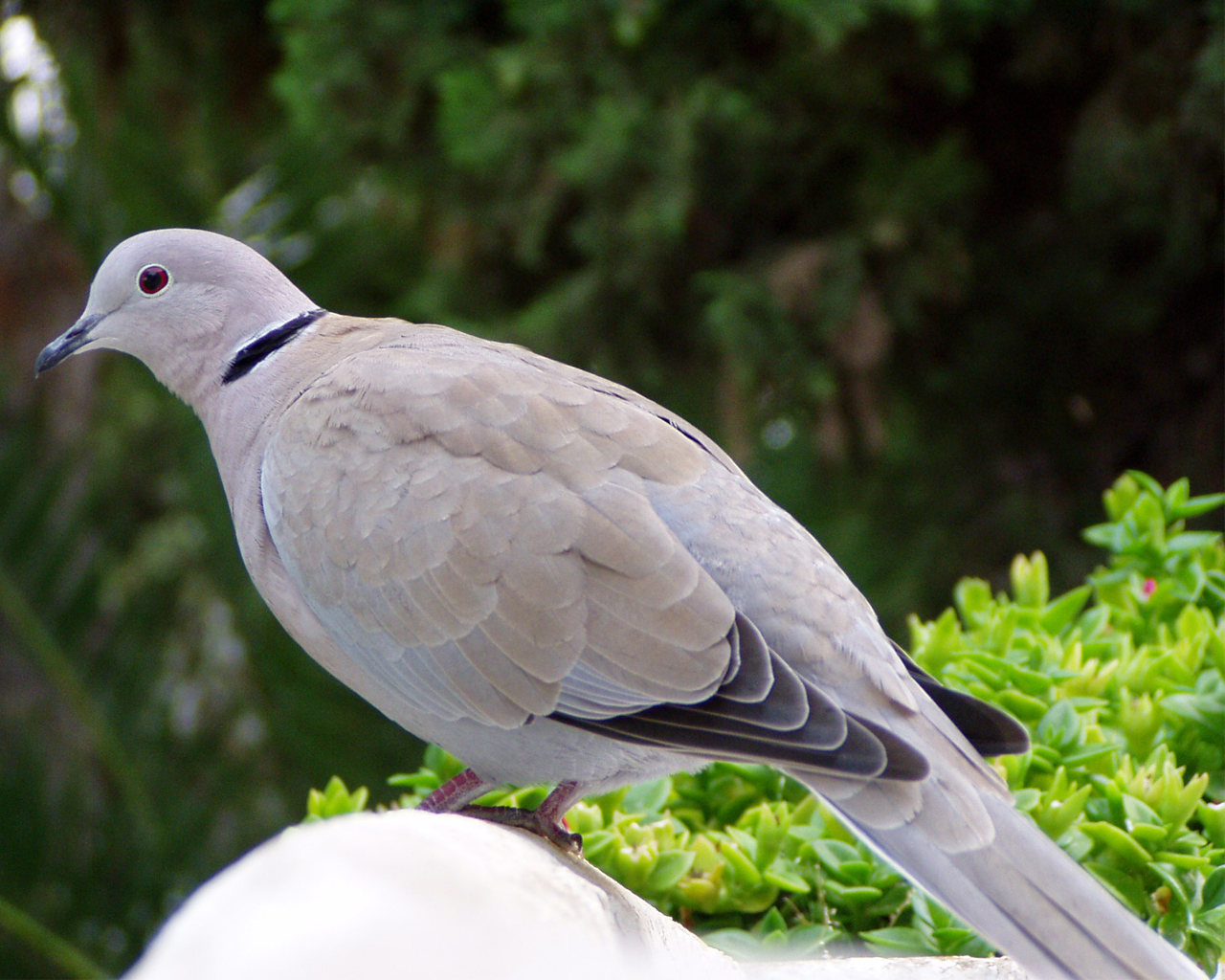
Balkáni gerle (Streptopelia decaocto)

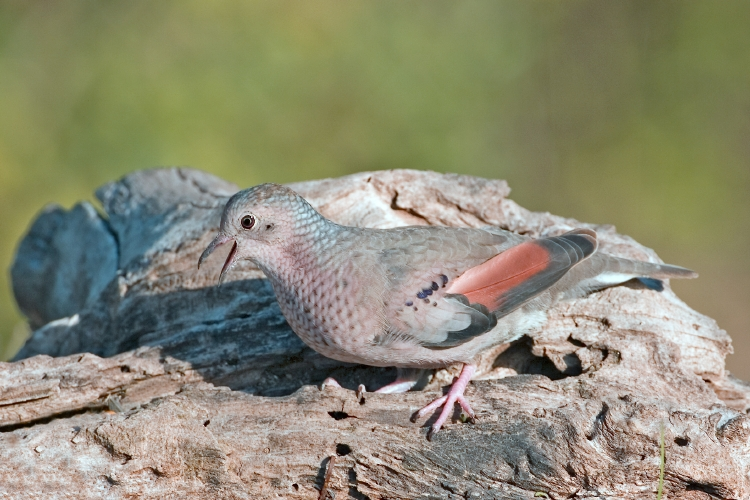
Verébgalambocska (Columbina passerina)

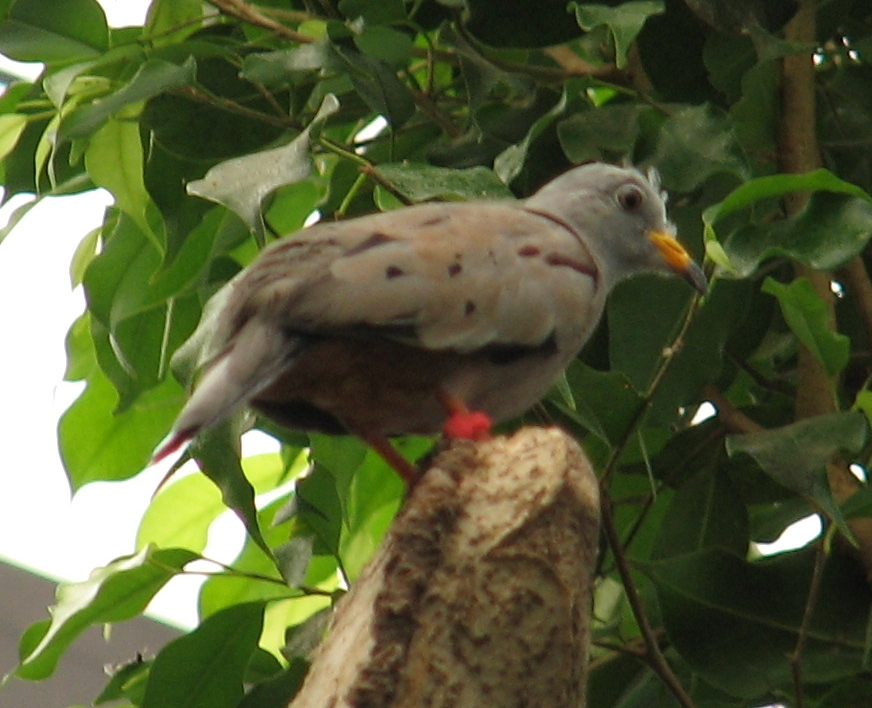
Picui galambocska (Columbina picui)

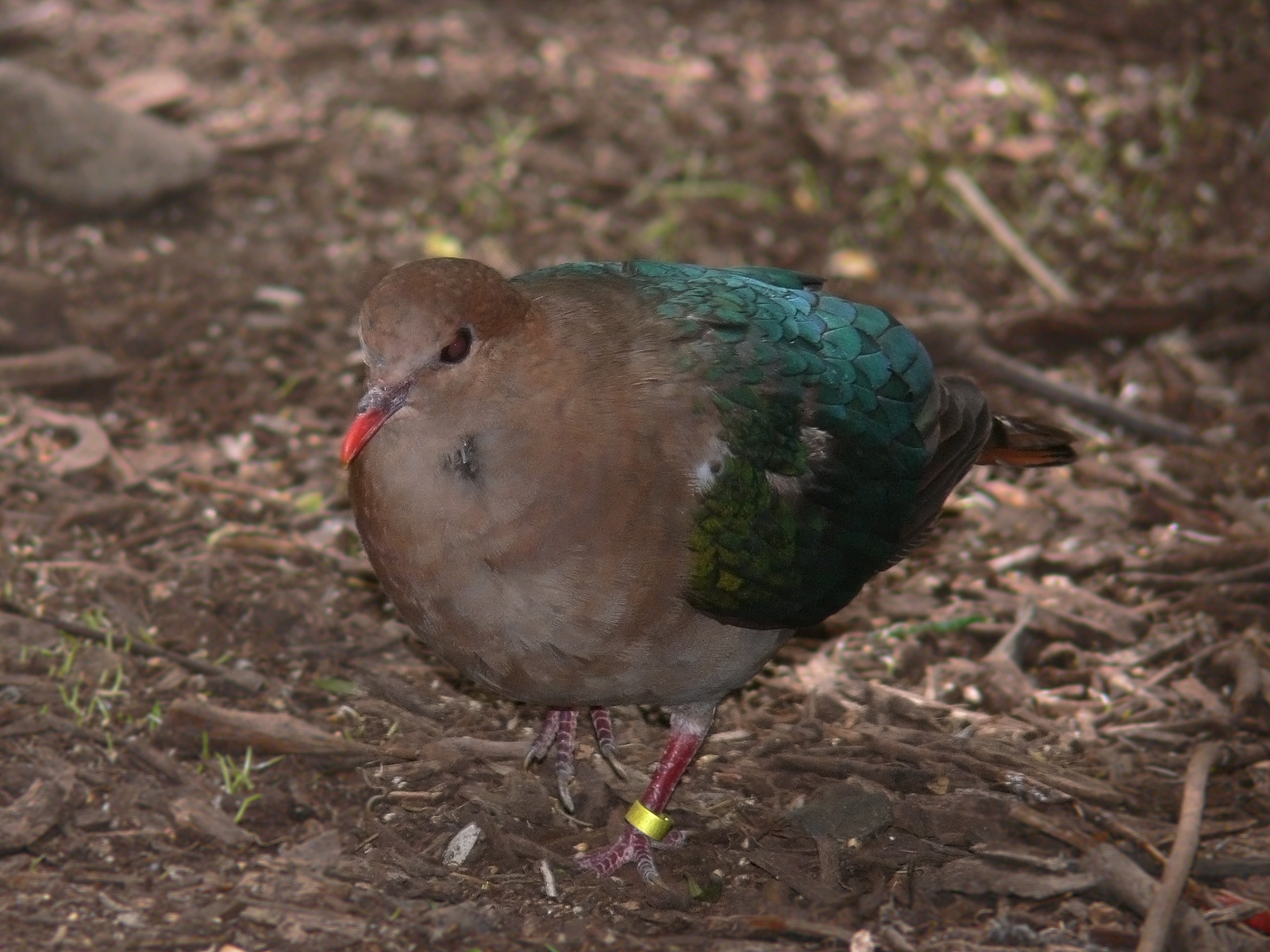
Zöldszárnyú galamb (Chalcophaps indica)

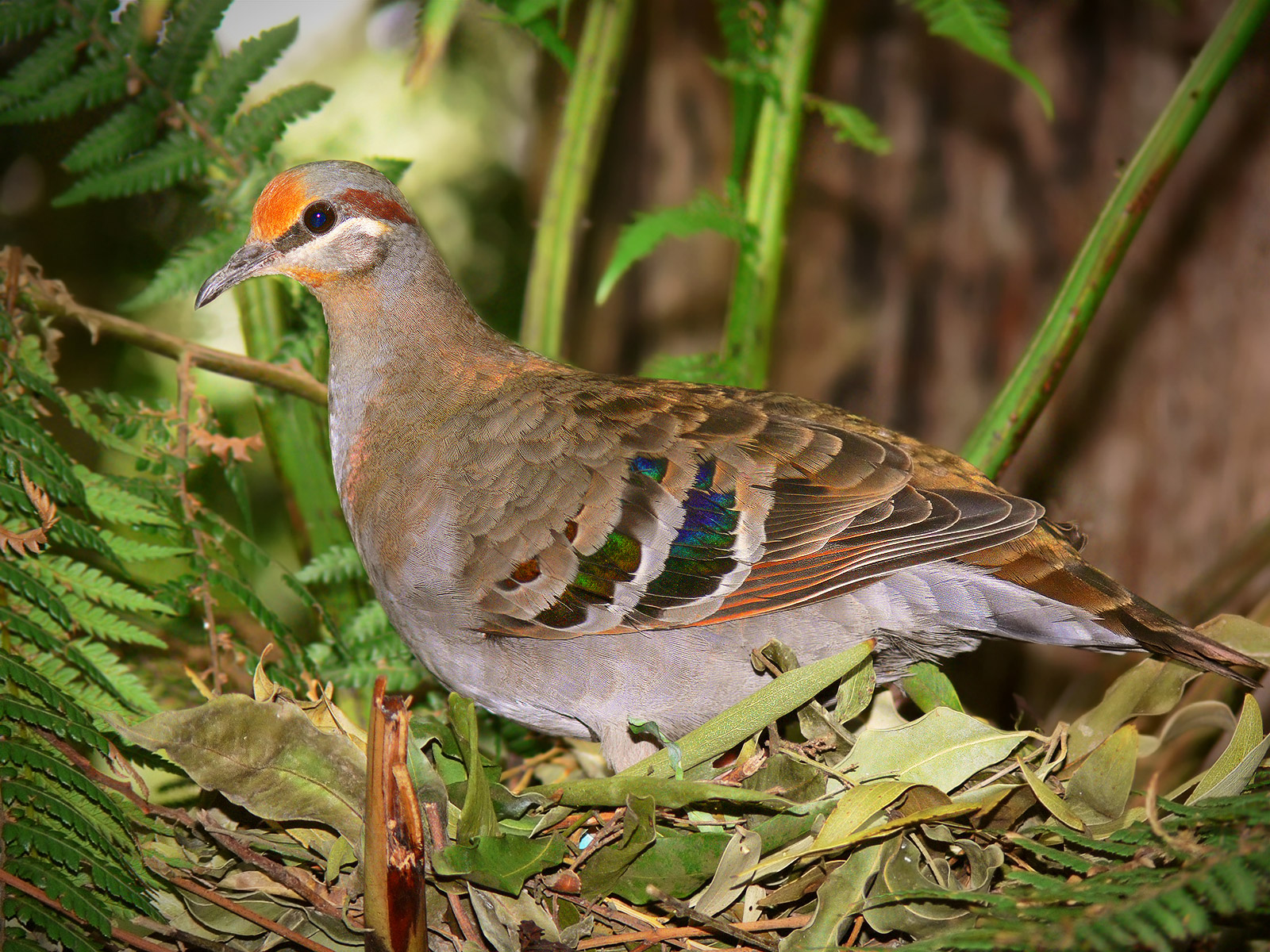
Vörhenyes bronzgalamb (Phaps elegans)

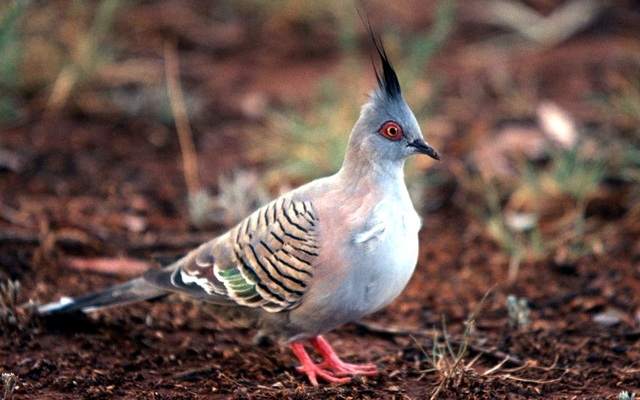
Kontyos galamb (Ocyphaps lophotes)

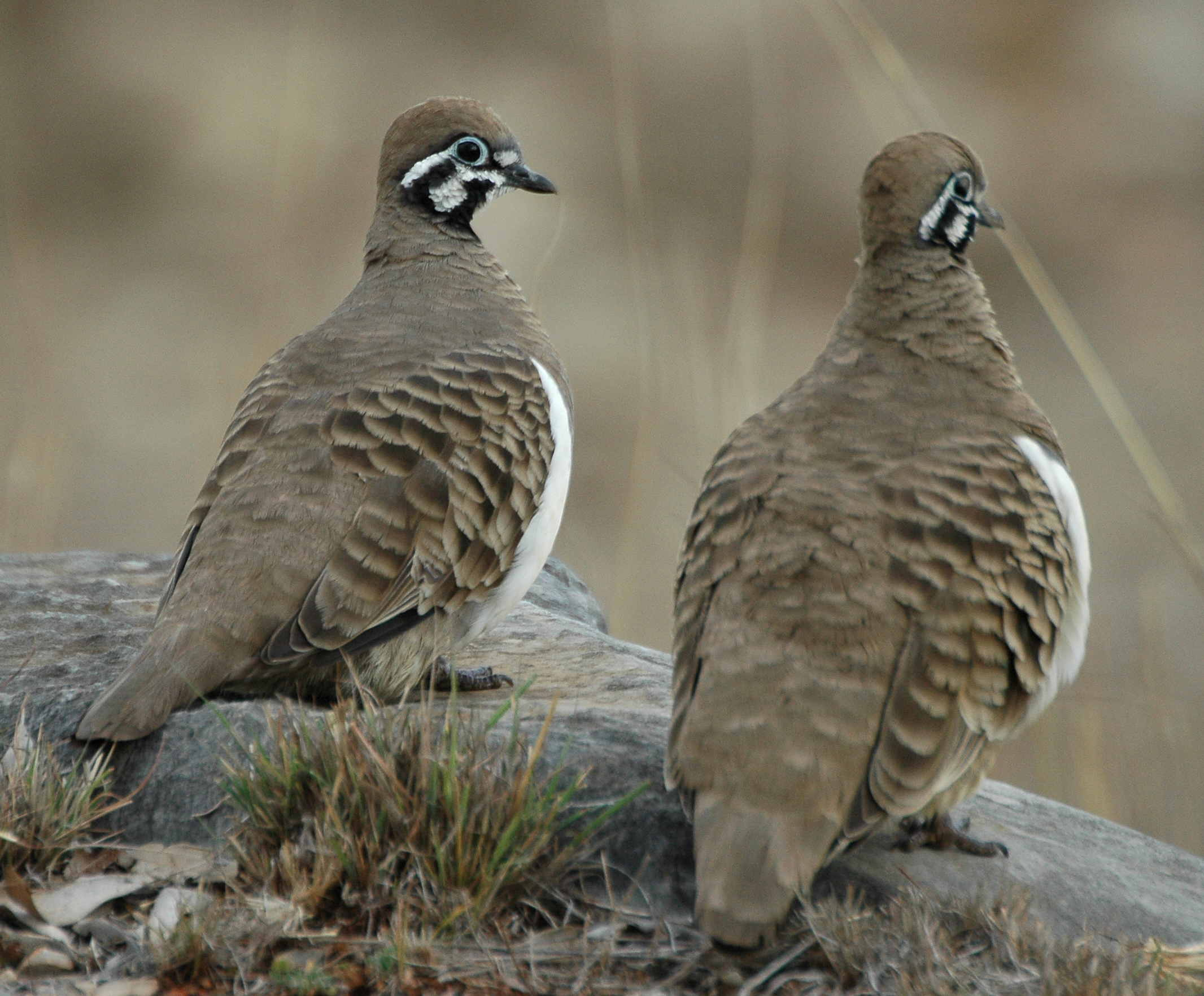
Geophaps scripta

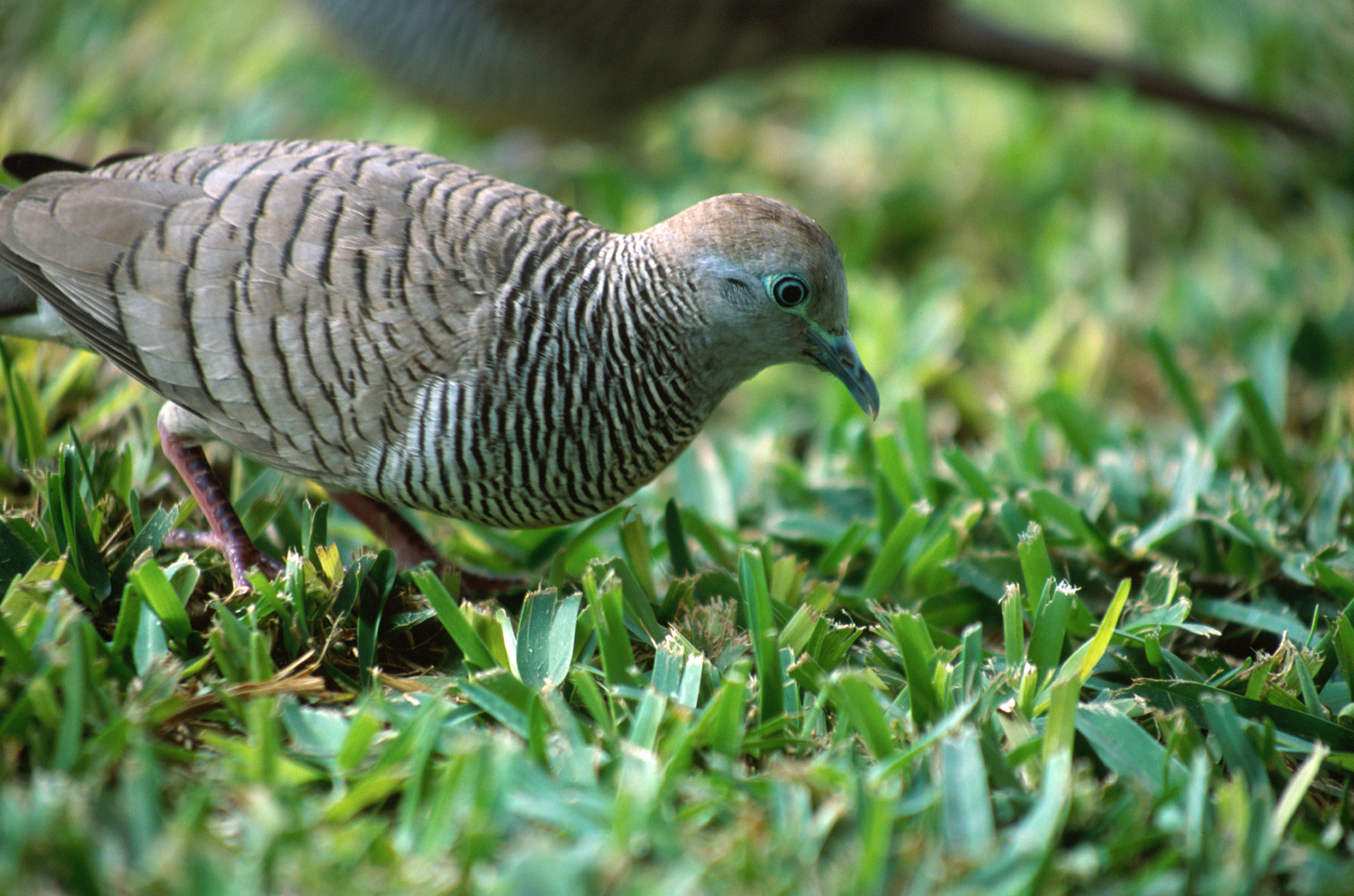
Zebragalambocska (Geopelia striata)

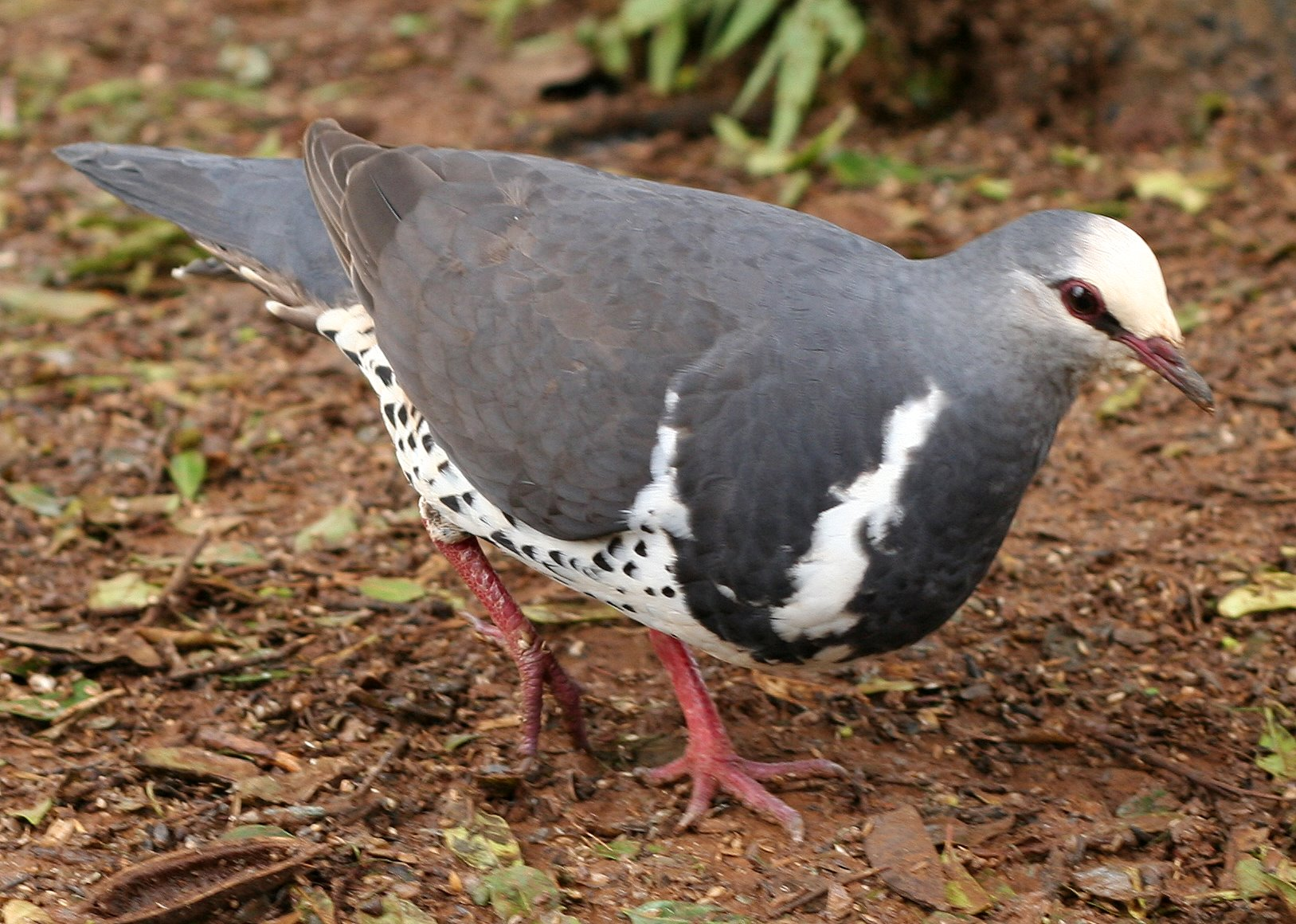
Vonga-galamb (Leucosarcia melanoleuca)

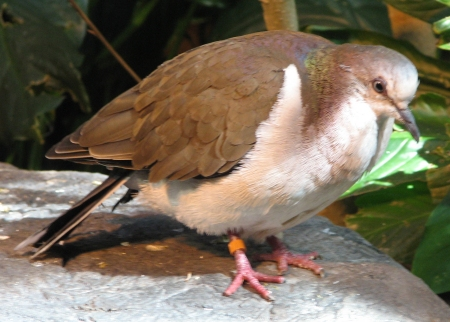
Jamaicai pufókgerle (Leptotila jamaicensis)

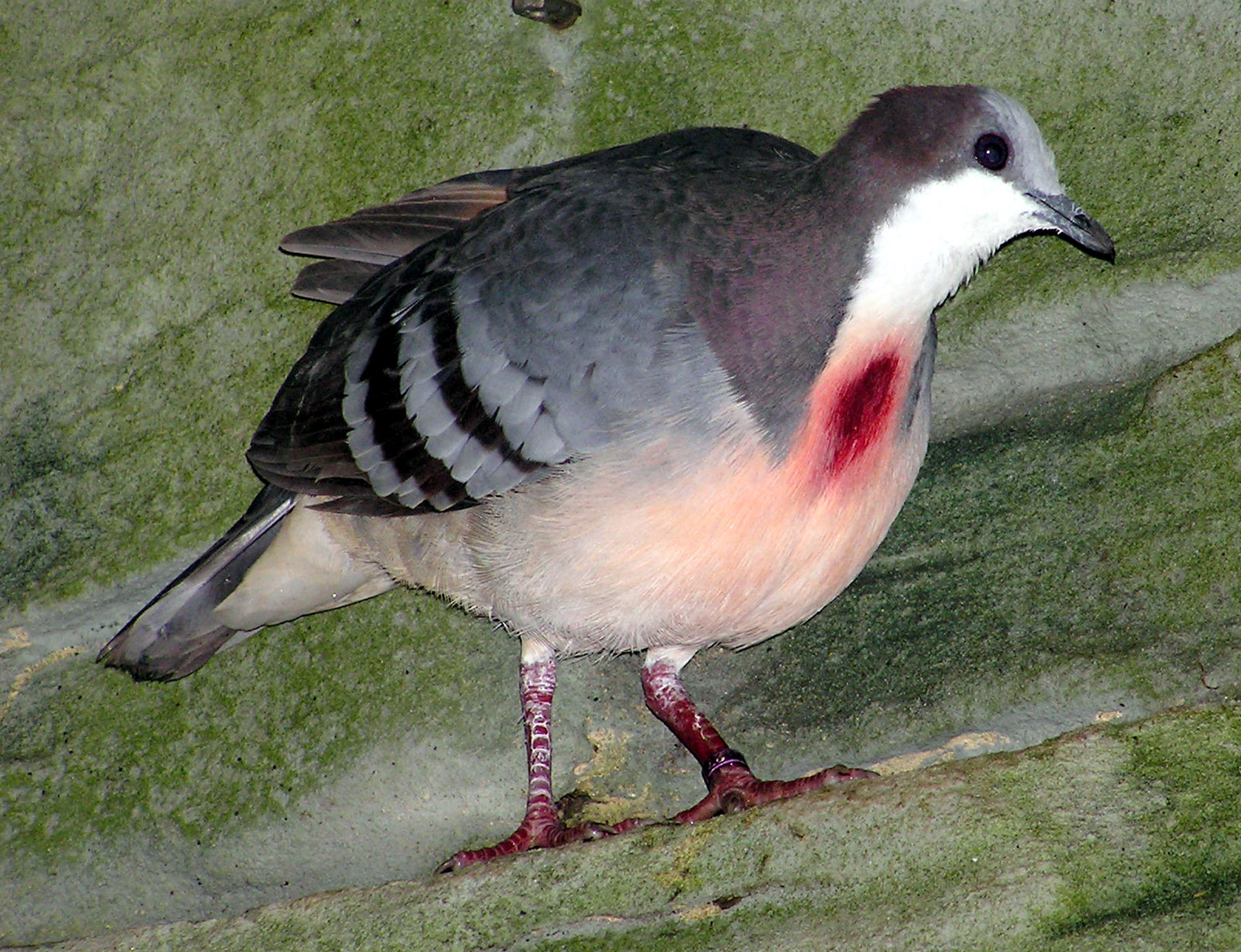
Luzoni csillagosgalamb (Gallicolumba luzonica)

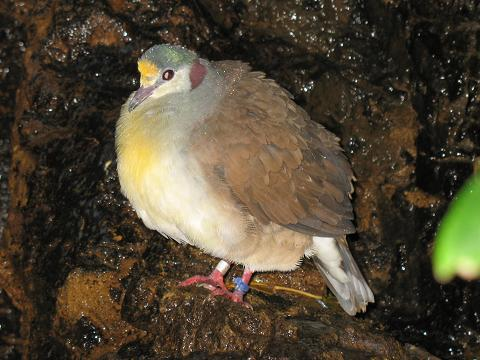
Kontyos csillagosgalamb (Gallicolumba tristigmata)

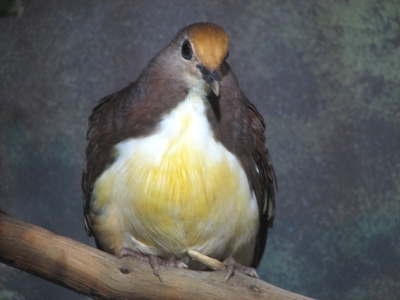
Aranymellű csillagosgalamb (Gallicolumba rufigula)

A galambfélék (Columbidae) vagy közismert nevükön a galambok 313 faja taxonómiai sorrendben. A fajokat öt alcsaládba és 42 nembe soroljuk. A fajok fotógalériáját lásd lent!

## Galambformák alcsaládja
A galambformák (Columbinae) alcsaládjába az alábbi 29 nem és 186 faj tartozik:
- Columba (Linnaeus, 1758) – 36 faj
  - szirti galamb (Columba livia)
    - házi galamb (Columba livia domestica) – alfaj

  - kék galamb (Columba oenas)
  - madeirai babérgalamb (Columba trocaz)
  - szürkefejű babérgalamb (Columba bollii)
  - szürkefarkú babérgalamb (Columba junoniae)
  - sziklagalamb (Columba rupestris)
  - hógalamb (Columba leuconota)
  - csíkosnyakú galamb (Columba guinea)
  - fehérgyűrűs galamb (Columba albitorques)
  - sárgaszemű galamb (Columba eversmanni)
  - szomáli galamb (Columba oliviae)
  - örvös galamb (Columba palumbus)
  - kongói galamb (Columba unicincta)
  - afrikai olajgalamb (Columba arquatrix)
  - kameruni olajgalamb (Columba sjostedti)
  - São Tomé-i olajgalamb (Columba thomensis)
  - Comore-szigeteki olajgalamb (Columba pollenii)
  - feketecsőrű olajgalamb (Columba hodgsonii)
  - fehérmellű galamb (Columba albinucha)
  - himalájai galamb (Columba pulchricollis)
  - nilgiri galamb (Columba elphinstonii)
  - ceyloni galamb (Columba torringtonii vagy Columba torringtonii)
  - rézszínű galamb (Columba punicea)
  - ezüstgalamb (Columba argentina)
  - andamáni galamb (Columba palumboides)
  - japán galamb (Columba janthina)
  - bonin-szigeteki galamb (Columba versicolor) – kihalt, 1890 körül
  - rjúkjú-szigeteki galamb (Columba jouyi) – kihalt, 1930
  - fémfényű galamb (Columba vitiensis)
  - fehérfejű galamb (Columba leucomela)
  - sárgalábú galamb (Columba pallidiceps)
  - keleti szivárványos-galamb (Columba delegorguei)
  - nyugati szivárványos-galamb (Columba iriditorques)
  - São Tomé-i szivárványos-galamb (Columba malherbii)
  - afrikai citromgalamb (Columba larvata)
  - São Tomé-i citromgalamb (Columba simplex)

- Patagioenas (Reichenbach, 1852) - 17 faj
  - sávosfarkú galamb (Patagioenas fasciata vagy Columba fasciata)
  - araukana galamb (Patagioenas araucana vagy Columba araucana)
  - jamaicai galamb (Patagioenas caribaea vagy Columba caribaea)
  - fehérsapkás galamb (Patagioenas leucocephala vagy Columba leucocephala)
  - antillai galamb (Patagioenas squamosa vagy Columba squamosa)
  - pikkelyes galamb (Patagioenas speciosa vagy Columba speciosa)
  - Picazuro-galamb (Patagioenas picazuro vagy Columba picazuro)
  - csupaszszemű galamb (Patagioenas corensis vagy Columba corensis)
  - foltos galamb (Patagioenas maculosa vagy Columba maculosa)
  - kopotthasú galamb (Patagioenas cayennensis vagy Columba cayennensis)
  - piroscsőrű galamb (Patagioenas flavirostris vagy Columba flavirostris)
  - perui galamb (Patagioenas oenops vagy Columba oenops)
  - rózsáshasú galamb (Patagioenas inornata vagy Columba inornata)
  - borgalamb (Patagioenas plumbea vagy Columba plumbeus)
  - bíborgalamb (Patagioenas subvinacea vagy Columba subvinacea)
  - rövidcsőrű galamb (Patagioenas nigrirostris vagy Columba nigrirostris)
  - Goodson-galamb (Patagioenas goodsoni vagy Columba goodsoni)

- Zenaida (Bonaparte, 1838) – 6 faj
  - Zenaida aurita
  - fehérszárnyú gerle (Zenaida asiatica)
  - sirató gerle vagy gyászos gerle (Zenaida macroura)
  - fülfoltos gerle (Zenaida auriculata)
  - galápagosi gerle (Zenaida galapagoensis)
  - socorrói gerle (Zenaida graysoni)
  - nyugati gerle (Zenaida meloda)

- Ectopistes (Swainson, 1827) – 1 faj
  - vándorgalamb (Ectopistes migratorius) – kihalt

- Starnoenas (Bonaparte, 1838) – 1 faj
  - fogolygalamb (Starnoenas cyanocephala)

- Caloenas (Gray, 1840) – 1 faj
  - sörényes galamb (Caloenas nicobarica)

- Streptopelia (Bonaparte, 1855) – 18 faj
  - Stigmatopelia alnem
    - pálmagerle (Streptopelia senegalensis)
    - gyöngyösnyakú gerle (Streptopelia chinensis)

  - Streptopelia alnem
    - balkáni gerle (Streptopelia decaocto)
    - kacagó gerle (Streptopelia risoria)
    - észak-afrikai kacagógerle (Streptopelia roseogrisea)
    - vadgerle (Streptopelia turtur)
    - keleti gerle (Streptopelia orientalis vagy Columba orientalis)
    - gyászos gerle (Streptopelia lugens)
    - adamawa gerle (Streptopelia hypopyrrha)
    - szigeti gerle (Streptopelia bitorquata)
    - fehérszárnyú gerle (Streptopelia reichenowi)
    - rejtőző gerle (Streptopelia decipiens)
    - pirosszemű gerle (Streptopelia semitorquata)
    - fokföldi gerle (Streptopelia capicola)
    - borszínű gerle (Streptopelia vinacea)
    - vöröses gerle (Streptopelia tranquebarica)

  - Nesoenas alnem
    - madagaszkári gerle (Streptopelia picturata vagy Columba picturata)
      - rodriguezi gerle (Streptopelia picturata rodericana) – kihalt (1690 előtt)

    - rózsás galamb (Streptopelia mayeri vagy Columba mayeri)
    - réunioni rózsás galamb (Streptopelia duboisi) – kihalt (1700 körül)

- Columbina (Spix, 1825) – 9 faj
  - verébgalambocska (Columbina passerina)
  - fahéjszínű galambocska (Columbina talpacoti)
  - aranycsőrű galambocska (Columbina cruziana)
  - kékszemű galambocska (Columbina cyanopis)
  - homokszínű galambocska (Columbina minuta)
  - picui galambocska (Columbina picui)
  - álarcos galambocska (Columbina squammata)
  - inkagalambocska (Columbina inca)
  - ecuadori galambocska (Columbina buckleyi)

- Turacoena (Bonaparte, 1854) – 2 faj
  - Manado galamb (Turacoena manadensis)
  - timori kormosgalamb (Turacoena modesta)

- Macropygia (Swainson, 1837) – 10 faj
  - amboinai kakukkgalamb (Macropygia amboinensis)
  - Mackinlay-kakukkgalamb (Macropygia mackinlayi)
  - uszályos kakukkgalamb (Macropygia magna)
  - barna kakukkgalamb (Macropygia phasianella)
  - gesztenyebarna kakukkgalamb (Macropygia nigrirostris)
  - piroskabátos kakukkgalamb (Macropygia ruficeps)
  - andamáni kakukkgalamb (Macropygia rufipennis)
  - csomósfarkú kakukkgalamb (Macropygia unchall)
  - indonéz kakukkgalamb (Macropygia emiliana)
  - Fülöp-szigeteki kakukkgalamb (Macropygia tenuirostris)

- Reinwardtoena (Bonaparte, 1854) – 3 faj
  - fekete kakukkgalamb (Reinwardtoena browni)
  - sisakos kakukkgalamb (Reinwardtoena crassirostris)
  - nagy kakukkgalamb (Reinwardtoena reinwardtii)

- Oena (Swainson, 1837) – 1 faj
  - álarcos gerle (Oena capensis)

- Turtur (Boddaert, 1783) – 5 faj
  - feketecsőrű erdeigerle (Turtur abyssinicus)
  - bronzfoltos erdeigerle (Turtur chalcospilos)
  - fehérhasú erdeigerle (Turtur tympanistria)
  - acélfoltos erdeigerle (Turtur afer)
  - kékfejű erdeigerle (Turtur brehmeri)

- Chalcophaps (Gould, 1843) – 2 faj
  - zöldszárnyú galamb (Chalcophaps indica)
  - Stephan-galamb (Chalcophaps stephani)

- Henicophaps (Gray, 1862) – 2 faj
  - új-guineai bronzgalamb (Henicophaps albifrons)
  - új-britanniai bronzgalamb (Henicophaps foersteri)

- Petrophassa (Gould, 1841) – 2 faj
  - fehértükrös galamb (Petrophassa albipennis)
  - vöröstükrös galamb (Petrophassa rufipennis)

- Phaps (Selby, 1835) – 3 faj
  - bronzszárnyú galamb (Phaps chalcoptera)
  - vörhenyes bronzgalamb (Phaps elegans)
  - harlekin galamb (Phaps histrionica)

- Ocyphaps (Gray, 1842 – 1 faj
  - kontyos galamb (Ocyphaps lophotes vagy Geophaps lophotes)

- Geophaps (Gray, 1842) – 3 faj
  - rőtbóbitás galamb (Geophaps plumifera)
  - Geophaps scripta
  - pikkelyesmellű galamb (Geophaps smithii)

- Geopelia (Swainson, 1837) – 5 faj
  - gyémántgalambocska (Geopelia cuneata)
  - zebragalambocska (Geopelia striata)
  - timori zebragalambocska (Geopelia maugei vagy Geopelia maugeus)
  - rozsdásnyakú földigerle (Geopelia humeralis)
  - Geopelia placida

- Leucosarcia (Gould, 1843) – 1 faj
  - Vonga-galamb (Leucosarcia melanoleuca)

- Claravis (Oberholser, 1899) – 3 faj
  - sávos ezüstgalamb (Claravis godefrida)
  - Monetour-galambocska (Claravis mondetoura)
  - ékszer galambocska (Claravis pretiosa)

- Metriopelia (Bonaparte, 1855) – 4 faj
  - aymara galambocska (Metriopelia aymara)
  - csupaszszemű galambocska (Metriopelia ceciliae)
  - feketeszárnyú galambocska (Metriopelia melanoptera)
  - Moreno galambocska (Metriopelia morenoi)

- Leptotila (Swainson, 1837) – 11 faj
  - pufókgerle (Leptotila verreauxi)
  - szürkemellű pufókgerle (Leptotila cassini)
  - tolima-pufókgerle (Leptotila conoveri)
  - jamaicai pufókgerle (Leptotila jamaicensis)
  - fehérképű pufókgerle (Leptotila megalura)
  - okkerszínű pufókgerle (Leptotila ochraceiventris)
  - fakó pufókgerle (Leptotila pallida)
  - Bonaparte-pufókgerle (Leptotila plumbeiceps)
  - grenadai pufókgerle (Leptotila wellsi)
  - szürkearcú pufókgerle (Leptotila rufaxilla)
  - panamai pufógerle (Leptotila battyi)

- Geotrygon (Gosse, 1847) – 17 faj
  - Bahama-szigeteki földigalamb (Geotrygon chrysia)
  - hegyi földigalamb (Geotrygon montana)
  - bíborhátú földigalamb (Geotrygon lawrencii)
  - kubai földigalamb (Geotrygon caniceps)
  - Costa Rica-i földigalamb (Geotrygon costaricensis)
  - fehérképű földigalamb (Geotrygon frenata)
  - Goldman-földigalamb (Geotrygon goldmani)
  - csíkos földigalamb (Geotrygon linearis)
  - bajszos földigalamb (Geotrygon mystacea)
  - zafír földigalamb (Geotrygon saphirina)
  - Verragua-földigalamb (Geotrygon veraguensis)
  - rövidcopfos földigalamb vagy jamaicai földigalamb (Geotrygon versicolor)
  - püspök földigalamb (Geotrygon violacea)
  - fehércsíkos földigalamb (Geotrygon albifacies)
  - Geotrygon carrikeri
  - chiriqui földigalamb (Geotrygon chiriquensis)
  - Geotrygon leucometopia

- Uropelia (Bonaparte, 1855) – 1 faj
  - Campos galambocska (Uropelia campestris)

- Gallicolumba (Heck, 1849) – 20 faj
  - luzoni csillagosgalamb (Gallicolumba luzonica)
  - mindanaói csillagosgalamb (Gallicolumba crinigera vagy Gallicolumba criniger)
  - mindorói csillagosgalamb (Gallicolumba platenae)
  - negrosi csillagosgalamb (Gallicolumba keayi)
  - tawi-tawi csillagosgalamb (Gallicolumba menagei)
  - aranymellű csillagosgalamb (Gallicolumba rufigula)
  - kontyos csillagosgalamb (Gallicolumba tristigmata)
  - jobi csillagosgalamb (Gallicolumba jobiensis)
  - norfolk-szigeti csillagosgalamb (Gallicolumba norfolciensis) – kihalt
  - fehértorkú csillagosgalmb (Gallicolumba xanthonura)
  - karolina-szigeteki csillagosgalamb (Gallicolumba kubaryi)
  - tahiti csillagosgalamb (Gallicolumba erythroptera)
  - bíborvállú csillagosgalamb (Gallicolumba stairi)
  - Santa Cruz szigeti csillagosgalamb (Gallicolumba sanctaecrucis)
  - Tanna-szigeti csillagosgalamb (Gallicolumba ferruginea) – kihalt
  - San-Cristobal csillagosgalamb (Gallicolumba salamonis) – kihalt
  - Marquises-szigeteki csillagosgalamb (Gallicolumba rubescens)
  - szürkemellű csillagosgalamb (Gallicolumba beccarii)
  - palaui csillagosgalamb (Gallicolumba canifrons)
  - Wetar csillagosgalamb (Gallicolumba hoedtii)

- Trugon (Gray, 1849) – 1 faj
  - földi galamb (Trugon terrestris)

- Microgoura (Rothschild, 1904) – 1 faj
  - Salamon-szigeteki koronásgalamb (Microgoura meeki) – kihalt

## Gyümölcsgalambformák alcsaládja
A gyümölcsgalambformák (Treroninae) alcsaládjába 10 nem és 125 faj tartozik:

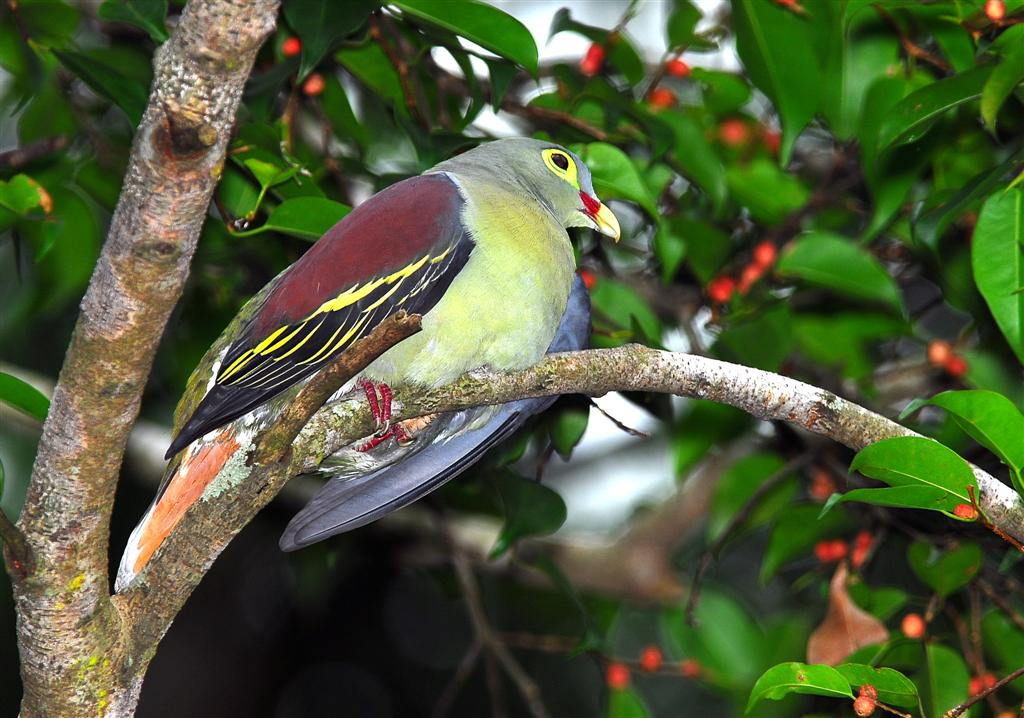
Papagájcsőrű zöldgalamb (Treron curvirostra)

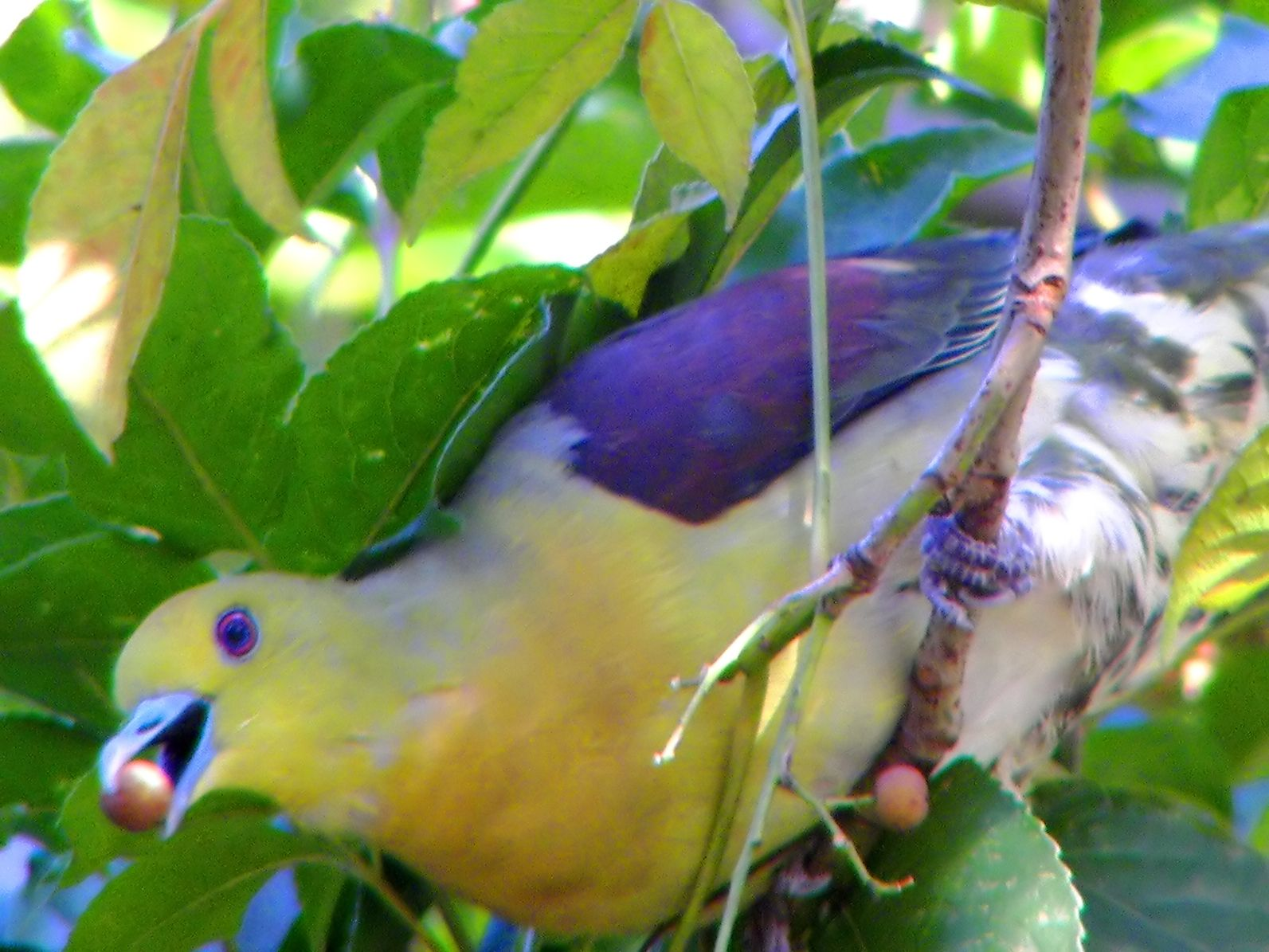
Fehérhasú lombgalamb (Treron sieboldii)

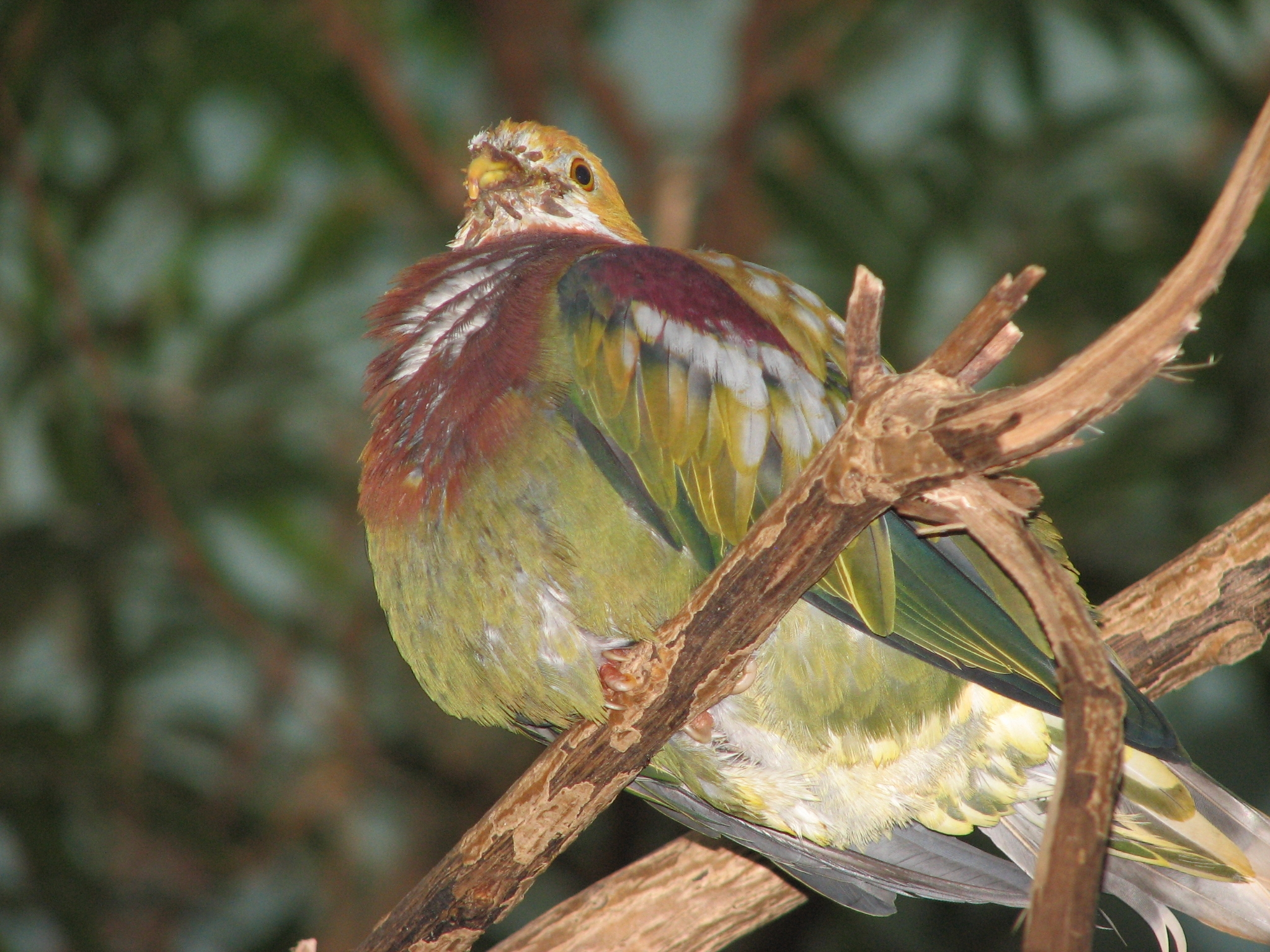
Ékszer gyümölcsgalamb (Ptilinopus ornatus)

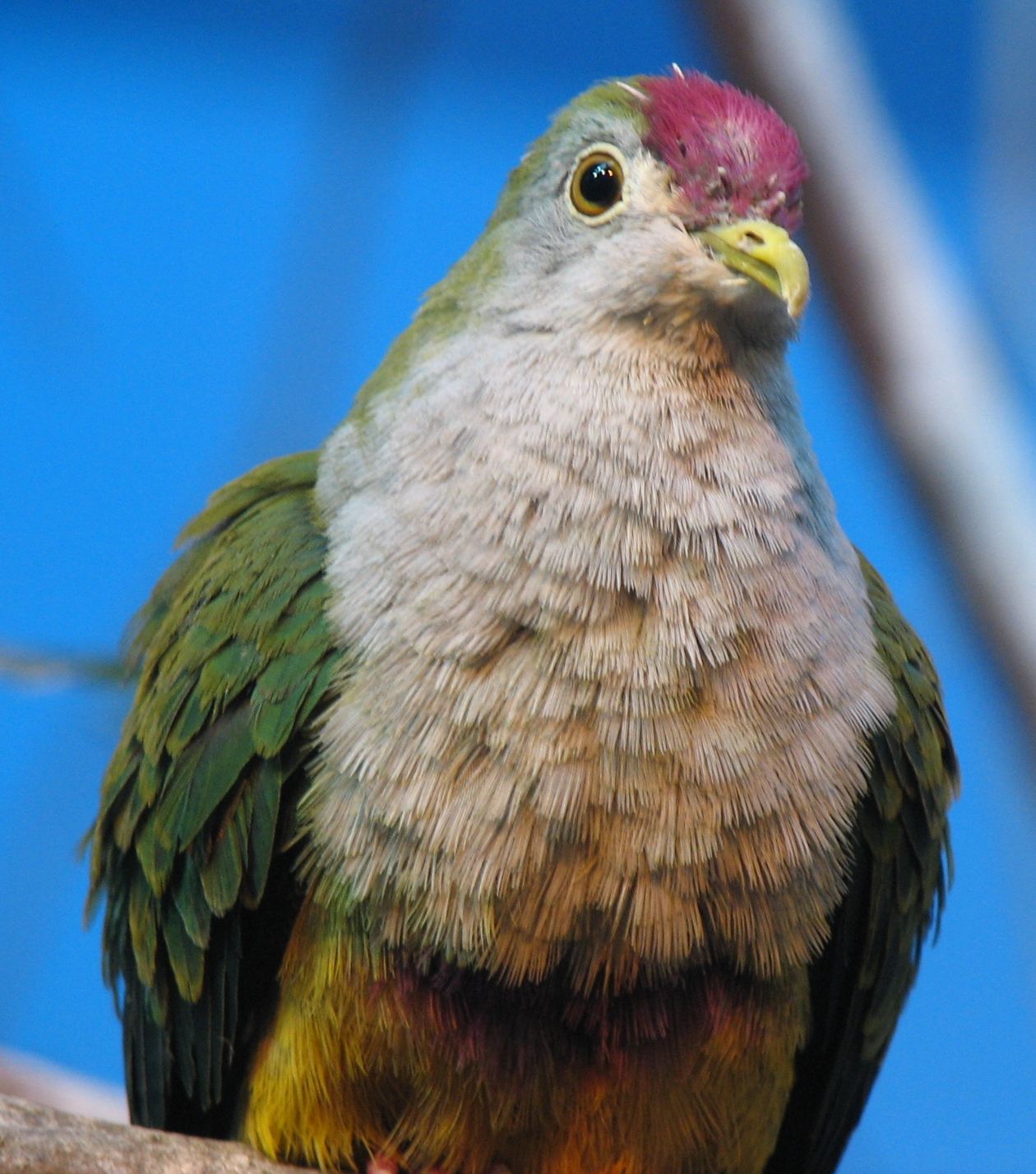
Vörössapkás gyümölcsgalamb (Ptilinopus pulchellus)

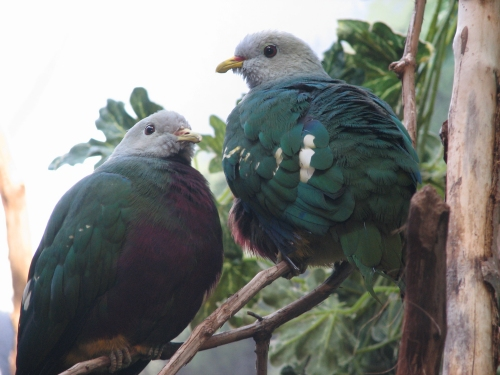
Wompoo-gyümölcsgalamb (Ptilinopus magnificus)

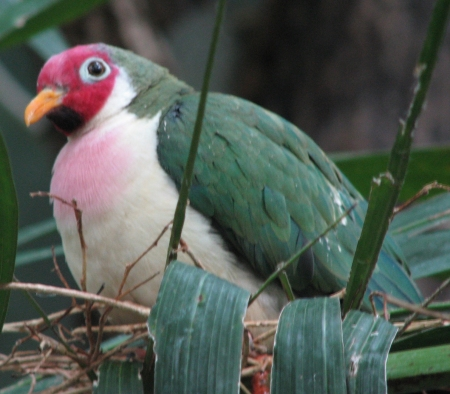
Jambu gyümölcsgalamb (Ptilinopus jambu)

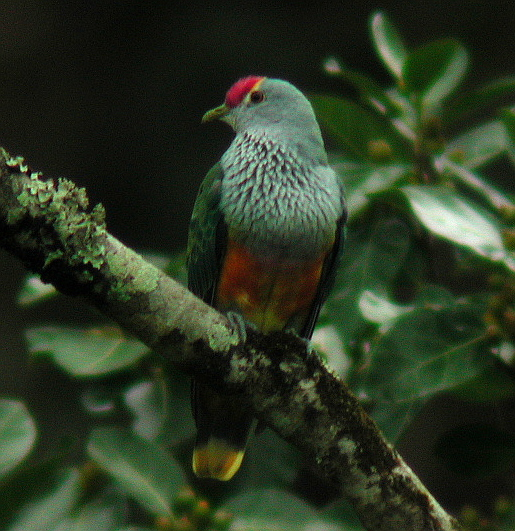
Ptilinopus regina

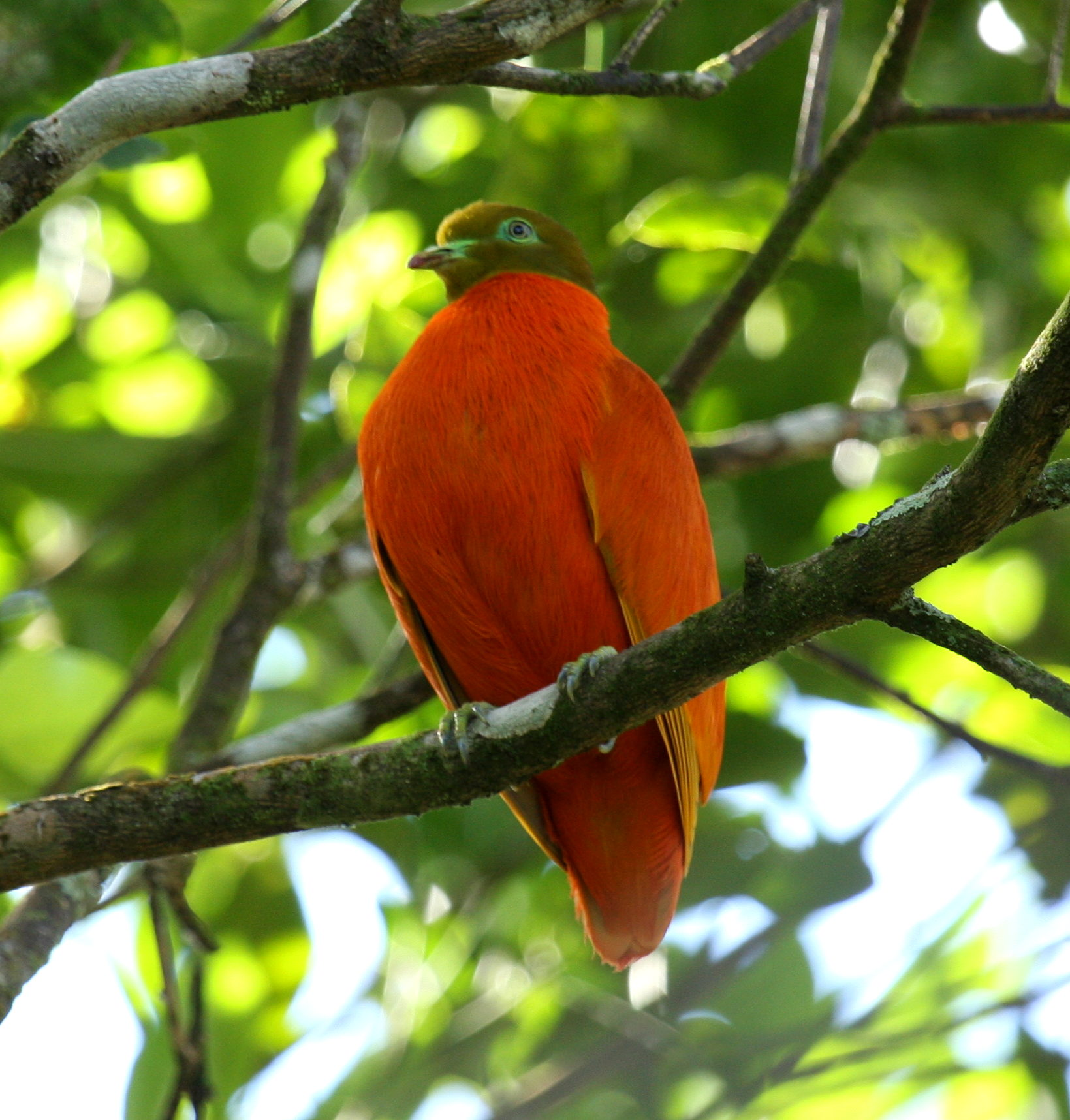
Narancsszínű gyümölcsgalamb (Ptilinopus victor)

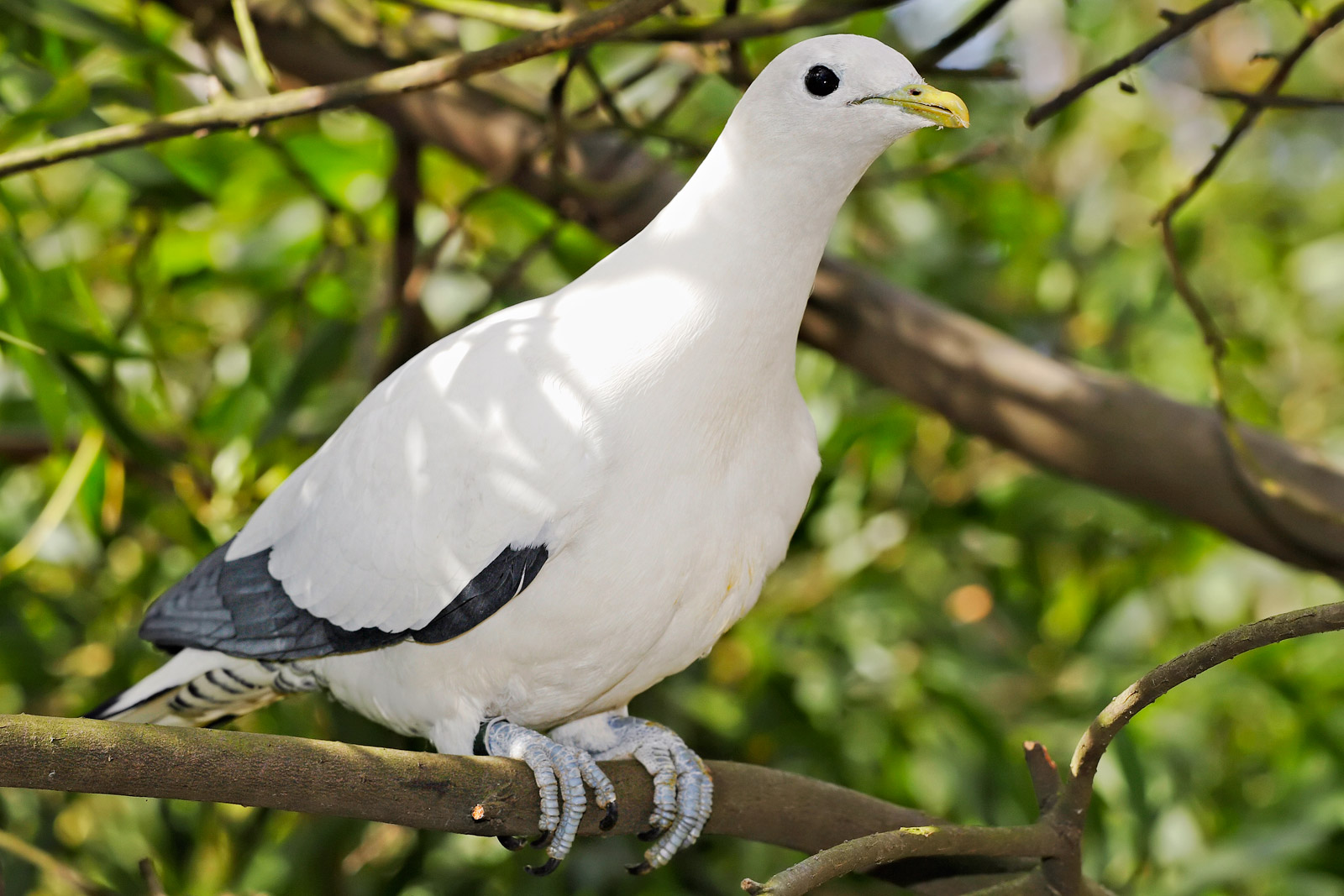
Kétszínű gyümölcsgalamb (Ducula bicolor)

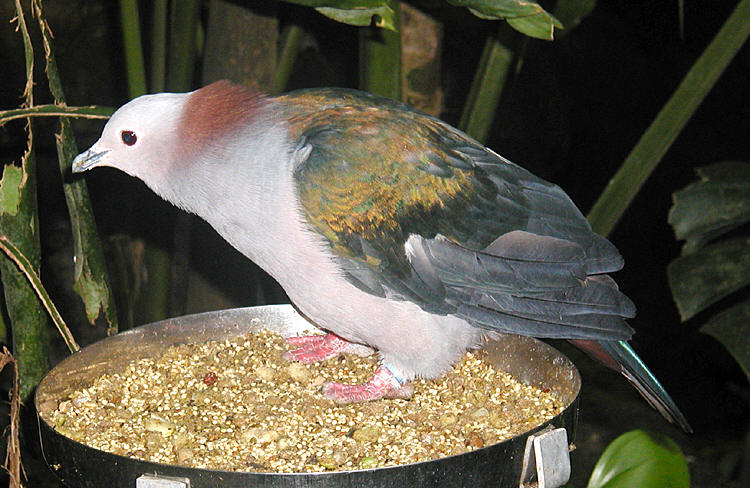
Bronz gyümölcsgalamb (Ducula aenea)

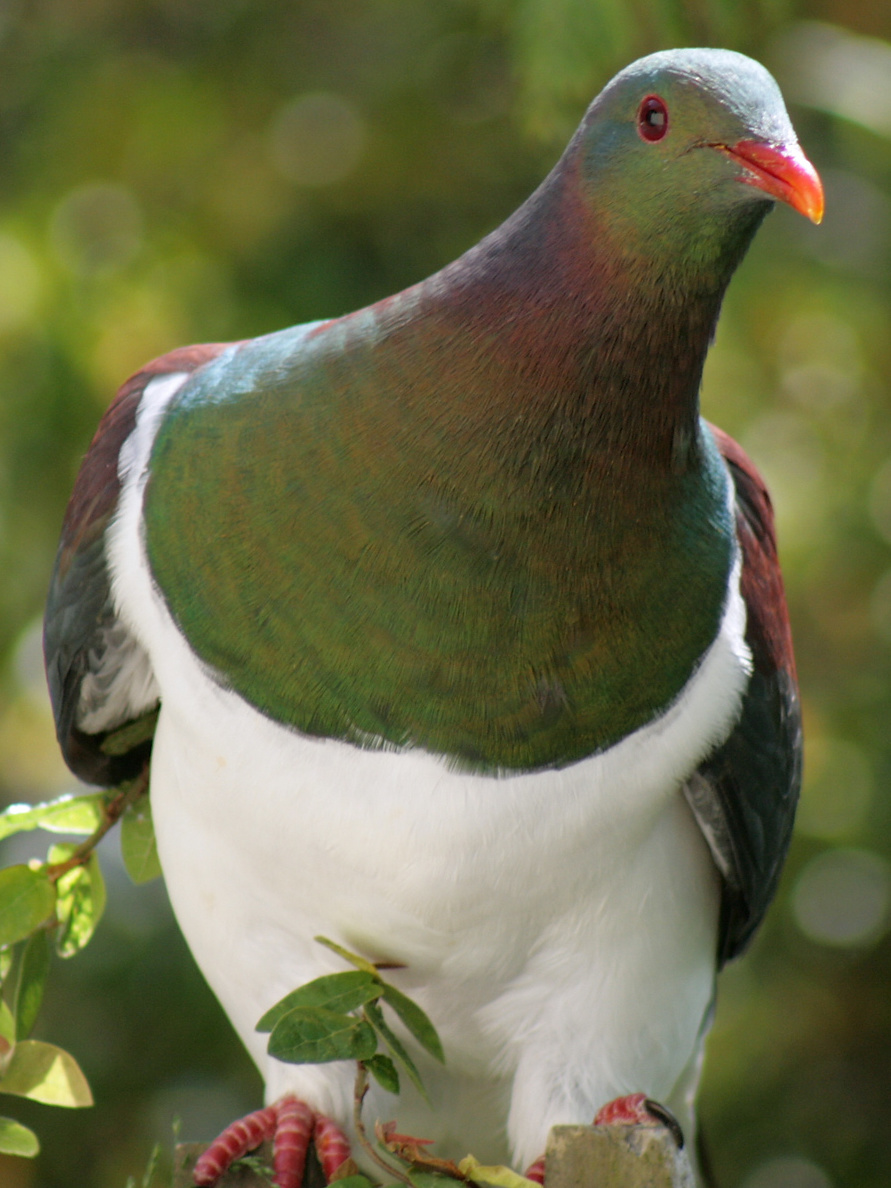
Az óriás-gyümölcsgalamb (Hemiphaga novaeseelandiae) a legdélebbre élő galambfaj

- Phapitreron (Bonaparte, 1854) – 3 faj
  - fehérfülű gyümölcsgalamb (Phapitreron leucotis)
  - ametiszt gyümölcsgalamb (Phapitreron amethystinus vagy Phapitreron amethystina)
  - szürkefülű gyümölcsgalamb (Phapitreron cinereiceps)

- Treron (Vieillot, 1816) – 23 faj
  - nyílfarkú zöldgalamb (Treron apicauda)
  - pirosvállú zöldgalamb (Treron australis)
  - fahéjfejű zöldgalamb (Treron fulvicollis)
  - szürkefejű zöldgalamb (Treron olax)
  - Pompadour-zöldgalamb (Treron pompadora)
  - papagájcsőrű zöldgalamb (Treron curvirostra)
  - floresi zöldgalamb (Treron floris)
  - tajvani zöldgalamb (Treron formosae)
  - fehérhasú lombgalamb (Treron sieboldii)
  - hegyesfarkú zöldgalamb (Treron sphenurus vagy Treron sphenura)
  - szumba-szigeti zöldgalamb (Treron teysmannii)
  - rózsaszínhasú zöldgalamb (Treron vernans)
  - sárgahasú lombgalamb vagy papagájgalamb (Treron waalia)
  - timori zöldgalamb (Treron psittacea)
  - vastagcsőrű zöldgalamb (Treron capellei)
  - pemba-szigeti zöldgalamb (Treron pembaensis)
  - São Tomé-i zöldgalamb (Treron sanctithomae)
  - fehérhasú zöldgalamb (Treron seimundi)
  - szürkemaszkos zöldgalamb (Treron griseicauda)
  - bengáli lombgalamb (Treron bicincta)
  - afrikai lombgalamb (Treron calva)
  - szumátrai zöldgalamb (Treron oxyura)
  - sárgalábú zöldgalamb (Treron phoenicoptera)

- Ptilinopus (Swainson, 1825) – 50 faj
  - Ptilinopus cinctus
  - Ptilinopus dohertyi
  - rózsásfejű gyümölcsgalamb (Ptilinopus porphyreus)
  - karmazsin gyümölcsgalamb (Ptilinopus marchei)
  - Merrill-gyümölcsgalamb (Ptilinopus merrilli)
  - sárgamellű gyümölcsgalamb (Ptilinopus occipitalis)
  - vörösfülű gyümölcsgalamb (Ptilinopus fischeri)
  - jambu gyümölcsgalamb (Ptilinopus jambu)
  - barnaállú gyümölcsgalamb (Ptilinopus subgularis)
  - feketeállú gyümölcsgalamb (Ptilinopus leclancheri)
  - skarlátmellű gyümölcsgalamb (Ptilinopus bernsteinii)
  - Wompoo-gyümölcsgalamb (Ptilinopus magnificus)
  - ékszer gyümölcsgalamb (Ptilinopus ornatus)
  - gyöngyös gyümölcsgalamb (Ptilinopus perlatus)
  - Tanna-szigeti gyümölcsgalamb (Ptilinopus tannensis)
  - aranyfejű gyümölcsgalamb (Ptilinopus aurantiifrons)
  - fehértorkú gyümölcsgalamb (Ptilinopus wallacii)
  - pompás gyümölcsgalamb (Ptilinopus superbus)
  - sárgás gyümölcsgalamb (Ptilinopus perousii)
  - bíborfejű gyümölcsgalamb (Ptilinopus porphyraceus)
  - palaui gyümölcsgalamb (Ptilinopus pelewensis)
  - Cook-szigeteki gyümölcsgalamb (Ptilinopus rarotongensis)
  - Mariana-szigeteki gyümölcsgalamb (Ptilinopus roseicapilla)
  - Ptilinopus regina
  - tahiti gyümölcsgalamb (Ptilinopus purpuratus)
  - ezüstsapkás gyümölcsgalamb (Ptilinopus richardsii)
  - Makatea-szigeti gyümölcsgalamb (Ptilinopus chalcurus)
  - Ptilinopus coralensis
  - Grey-gyümölcsgalamb (Ptilinopus greyii)
  - Rapa-szigeti gyümölcsgalamb (Ptilinopus huttoni)
  - fehérsapkás gyümölcsgalamb (Ptilinopus dupetithouarsii)
  - Marquises-szigeteki gyümölcsgalamb (Ptilinopus mercierii) - kihalt
  - Henderson-szigeti gyümölcsgalamb (Ptilinopus insularis)
  - koronás gyümölcsgalamb (Ptilinopus coronulatus)
  - vörössapkás gyümölcsgalamb (Ptilinopus pulchellus)
  - kéksapkás gyümölcsgalamb (Ptilinopus monacha)
  - Ptilinopus rivoli
  - pajzsos gyümölcsgalamb (Ptilinopus solomonensis)
  - Ptilinopus viridis
  - fehérfejű gyümölcsgalamb (Ptilinopus eugeniae)
  - Bismarck-szigeteki gyümölcsgalamb (Ptilinopus insolitus)
  - narancshasú gyümölcsgalamb (Ptilinopus iozonus)
  - kékfejű gyümölcsgalamb (Ptilinopus hyogastra) más néven (Ptilinopus hyogastrus)
  - Ptilinopus granulifrons
  - feketesapkás gyümölcsgalamb (Ptilinopus melanospila) más néven (Ptilinopus melanospilus)
  - törpe gyümölcsgalamb (Ptilinopus nainus) más néven (Ptilinopus naina)
  - negrosi gyümölcsgalamb (Ptilinopus arcanus)
  - narancsszínű gyümölcsgalamb (Ptilinopus victor)
  - sárgafejű gyümölcsgalamb (Ptilinopus layardi)
  - aranyos gyümölcsgalamb (Ptilinopus luteovirens)

- Drepanoptila (Bonaparte, 1855) – 1 faj
  - Drepanoptila holosericea

- Alectroenas (Gray, 1840) – 4 faj
  - madagaszkári gyümölcsgalamb (Alectroenas madagascariensis)
  - Seychelle-szigeteki gyümölcsgalamb (Alectroenas pulcherrima)
  - Comore-szigeteki gyümölcsgalamb (Alectroenas sganzini)
  - mauritiusi gyümölcsgalamb (Alectroenas nitidissima) – kihalt

- Ducula (Hodgson, 183Z) – 38 faj
  - Ducula poliocephala
  - fehérhasú császárgalamb (Ducula forsteni)
  - mindoroi császárgalamb (Ducula mindorensis)
  - szürkefejű császárgalamb (Ducula radiata)
  - pettyes császárgalamb (Ducula carola)
  - bronz császárgalamb (Ducula aenea)
  - fehérszemű császárgalamb (Ducula perspicillata)
  - elegáns császárgalamb (Ducula concinna)
  - mikronéz császárgalamb (Ducula oceanica)
  - bütykös császárgalamb (Ducula pacifica)
  - polinéz császárgalamb (Ducula aurorae)
  - Marquises-szigeteki császárgalamb (Ducula galeata)
  - vörösbütykös császárgalamb (Ducula rubricera)
  - feketebütykös császárgalamb (Ducula myristicivora)
  - Ducula pistrinaria
  - karácsony-szigeti császárgalamb (Ducula whartoni)
  - rózsásfejű császárgalamb (Ducula rosacea)
  - borneói császárgalamb (Ducula pickeringii)
  - fahéjmellű császárgalamb (Ducula basilica)
  - bíborfarkú császárgalamb (Ducula rufigaster)
  - Finsch-császárgalamb (Ducula finschii)
  - fénylő császárgalamb (Ducula chalconota)
  - barnafarkú császárgalamb (Ducula latrans)
  - Brenchley-császárgalamb (Ducula brenchleyi)
  - Baker-császárgalamb (Ducula bakeri)
  - új-kaledón császárgalamb (Ducula goliath)
  - pinon-szigeti császárgalamb (Ducula pinon)
  - bismarck-szigeti császárgalamb (Ducula melanochroa)
  - Müller-császárgalamb (Ducula mullerii)
  - örvös császárgalamb (Ducula zoeae)
  - hegyi császárgalamb (Ducula badia)
  - feketehátú császárgalamb (Ducula lacernulata)
  - timori császárgalamb (Ducula cineracea)
  - kétszínű gyümölcsgalamb (Ducula bicolor)
  - fehér császárgalamb (Ducula luctuosa)
  - Torresian császárgalamb (Ducula spilorrhoa)
  - Kimberley-császárgalamb (Ducula constans)
  - sárgás császárgalamb (Ducula subflavescens)

- Hemiphaga (Bonaparte, 1854) – 1 faj
  - óriás-gyümölcsgalamb (Hemiphaga novaeseelandiae)

- Lopholaimus (Gould, 1841) – 1 faj
  - kontyos gyümölcsgalamb (Lopholaimus antarcticus)

- Cryptophaps (Salvadori, 1893) – 1 faj
  - Foltoshasú gyümölcsgalamb (Cryptophaps poecilorrhoa)

- Gymnophaps (Salvadori, 1874) – 3 faj
  - pápua gyümölcsgalamb (Gymnophaps albertisii)
  - hosszúfarkú hegyi gyümölcsgalamb (Gymnophaps mada)
  - malaita-szigeti gyümölcsgalamb (Gymnophaps solomonensis)

## Fácángalambformák alcsaládja
A fácángalambformák (Otidiphabinae) alcsaládjába 1 nem és 1 faj tartozik:
- Otidiphaps (Gould, 1870) – 1 faj
  - fácángalamb (Otidiphaps nobilis)

## Koronásgalamb-formák alcsaládja
A koronásgalamb-formák (Gourinae) alcsaládjába 1 nem és 3 faj tartozik:
- Goura (Stephens, 1819) – 3 faj
  - pompás koronásgalamb (Goura cristata)
  - vörösmellű koronásgalamb (Goura scheepmakeri)
  - legyezős koronásgalamb (Goura victoria)

## Fogasgalambformák alcsaládja
A fogasgalambformák (Didunculinae) alcsaládba 1 nem és 1 faj tartozik:
- Didunculus (Peale, 1848) – 1 faj
  - fogasgalamb vagy bagolycsőrű galamb (Didunculus strigirostris)

## Galéria

### Galambformák(Columbinae)

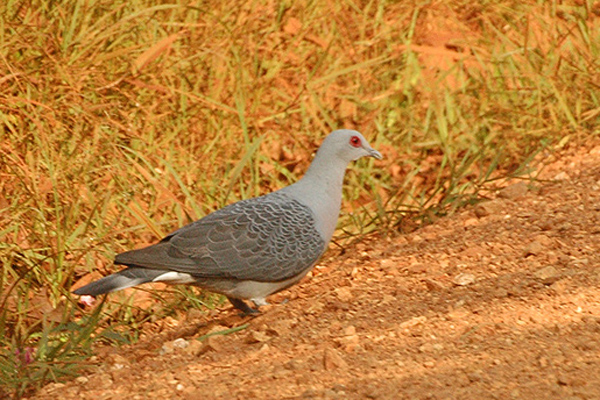
Kongói galamb (Columba unicincta)
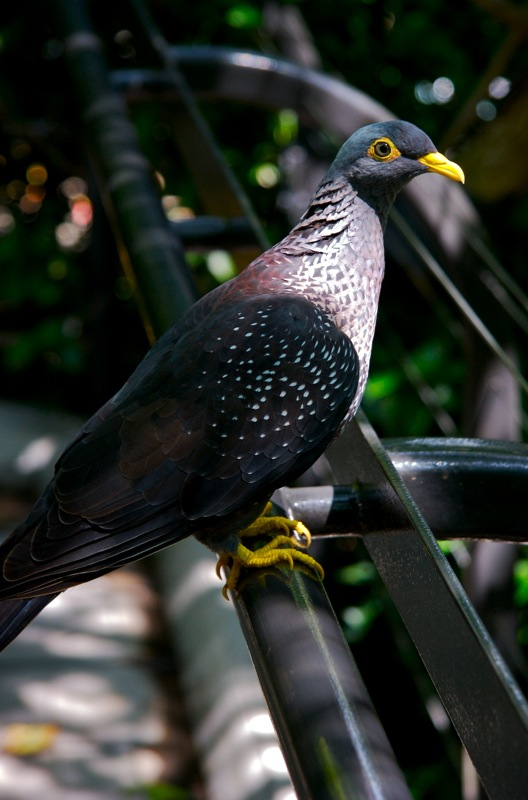
Afrikai olajgalamb (Columba arquatrix)
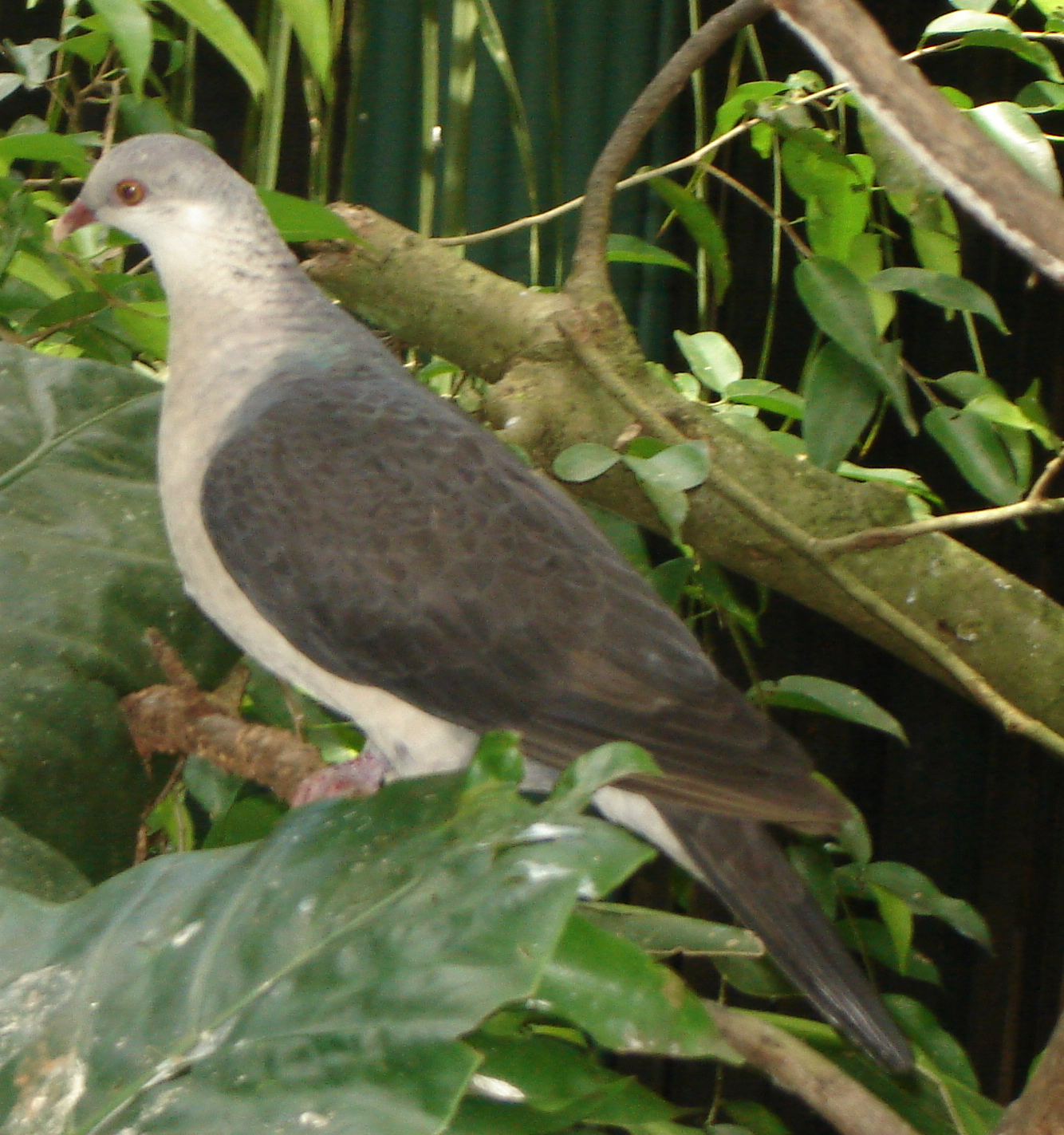
Fehérfejű galamb (Columba leucomela)
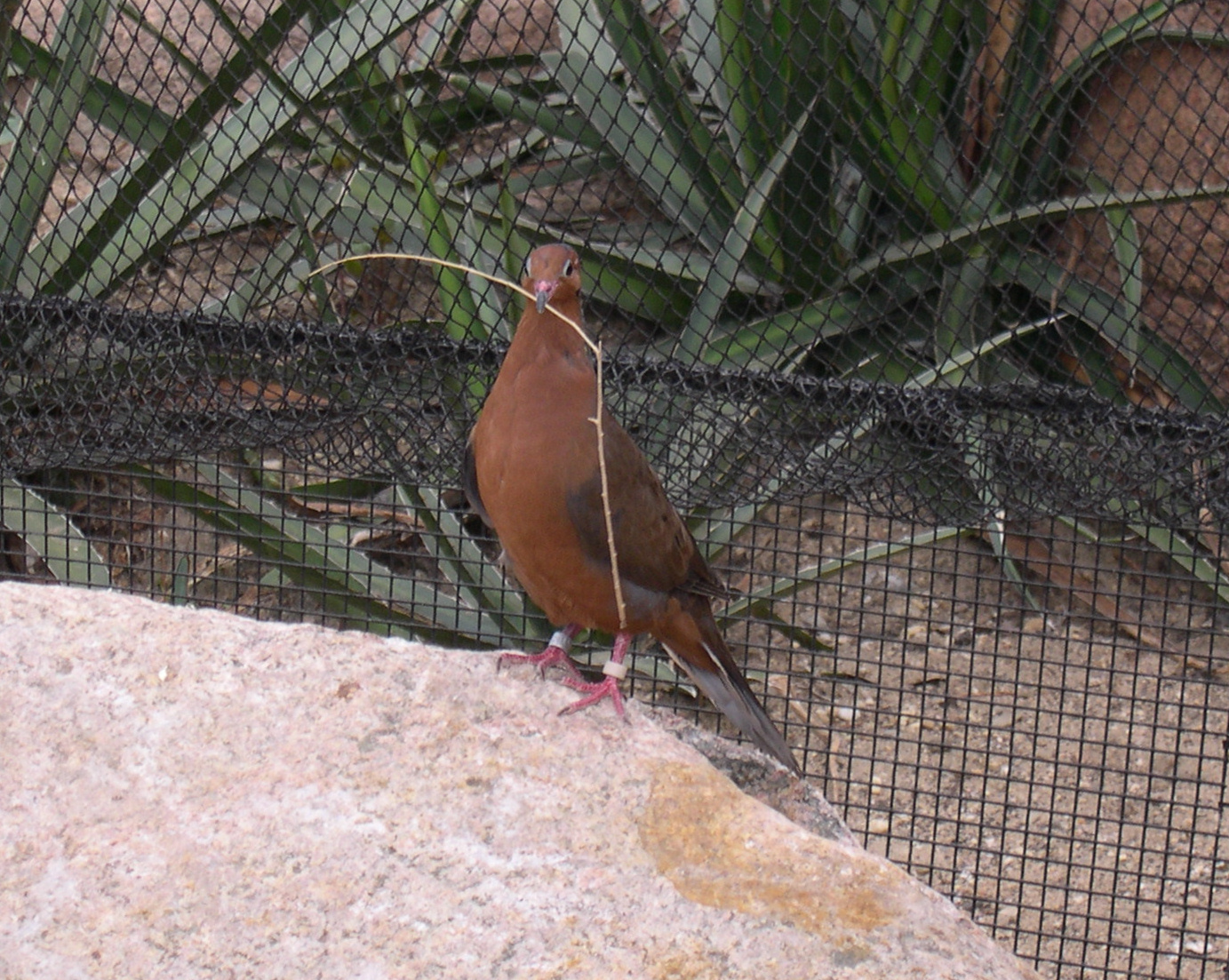
A vadon kihalt socorrói gerle (Zenaida graysoni) egy példánya az arnhelmi állatkertben (Hollandia)
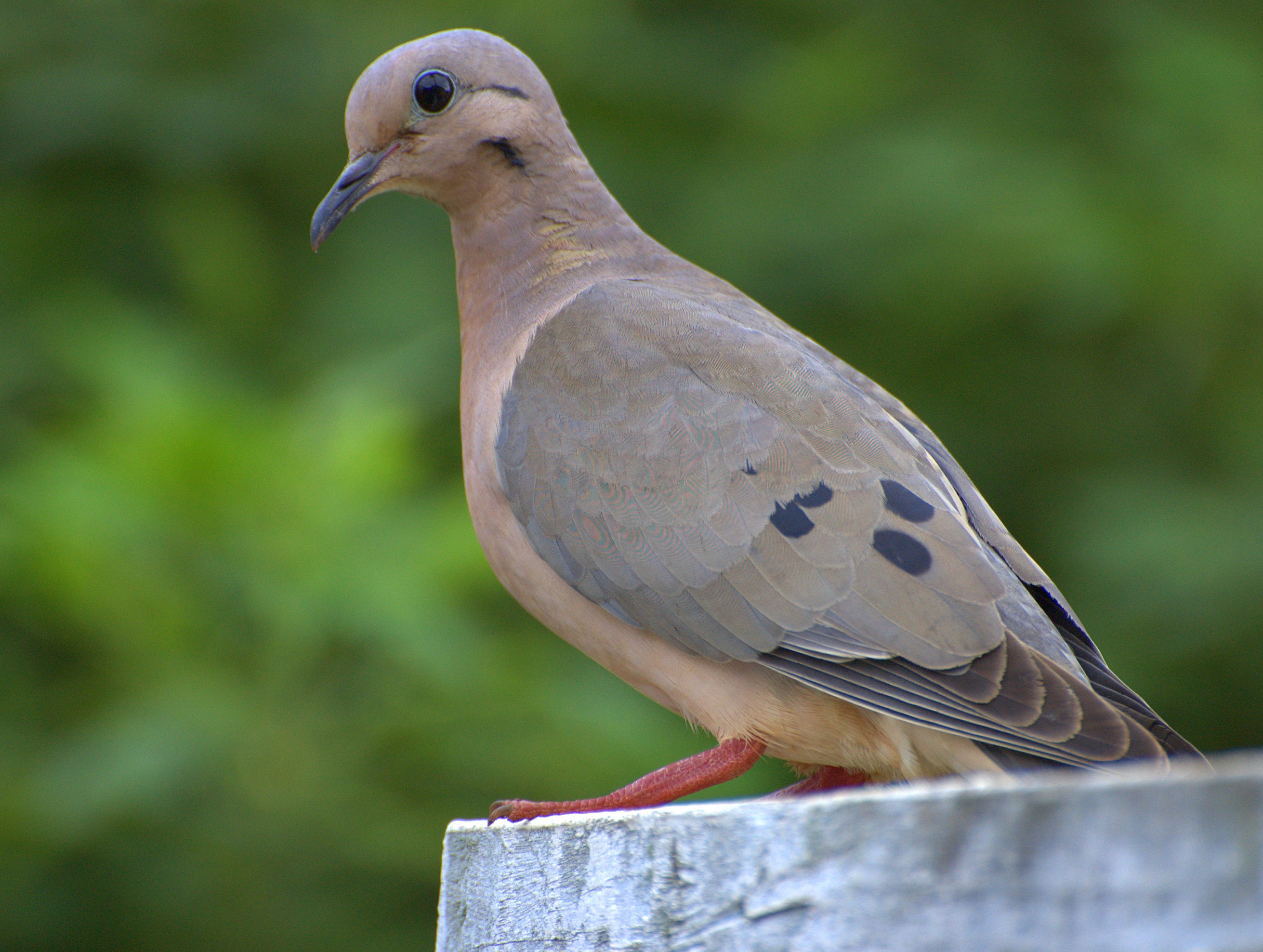
Fülfoltos gerle (Zenaida auriculata)
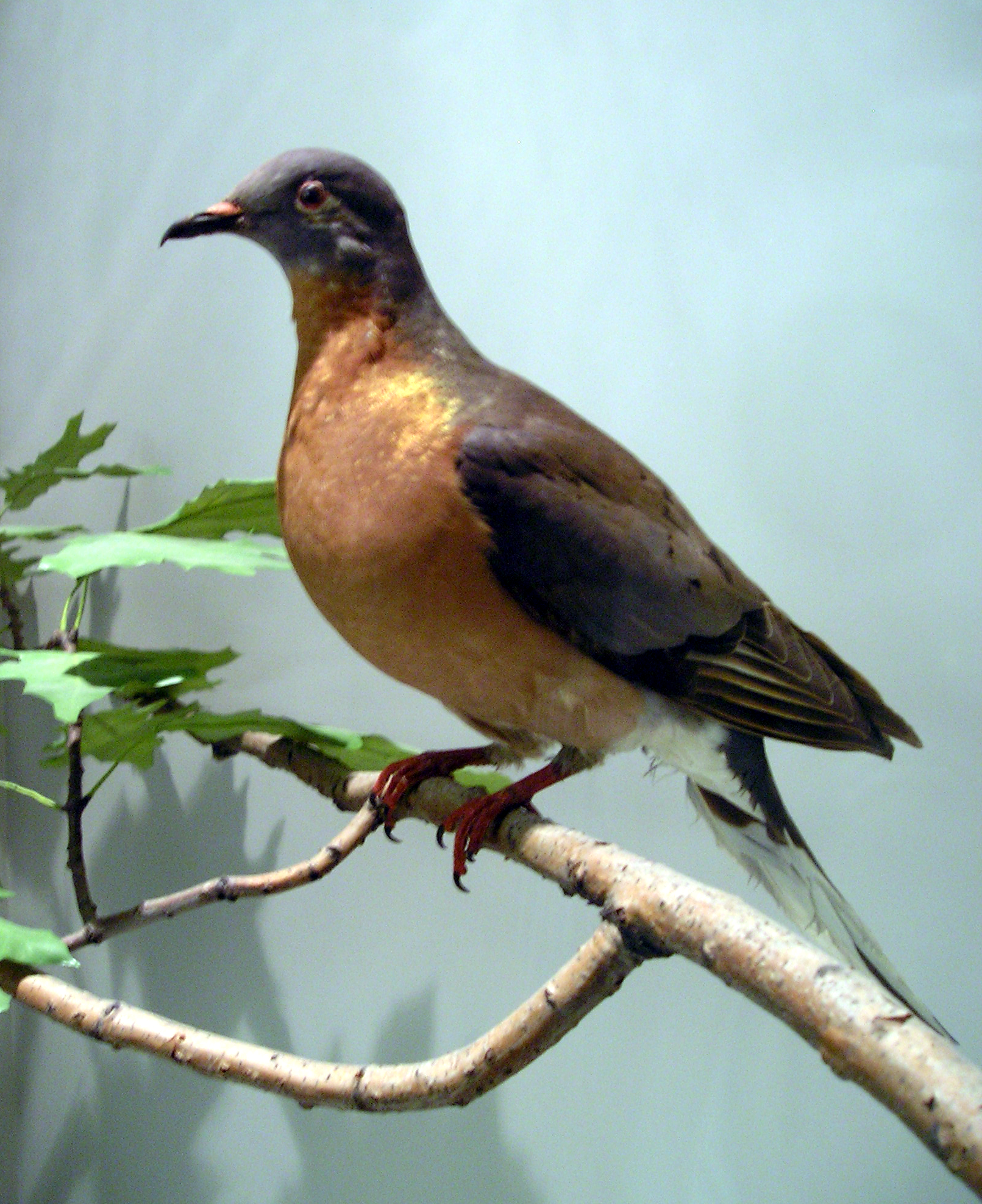
A mára kihalt vándorgalamb (Ectopistes migratorius)
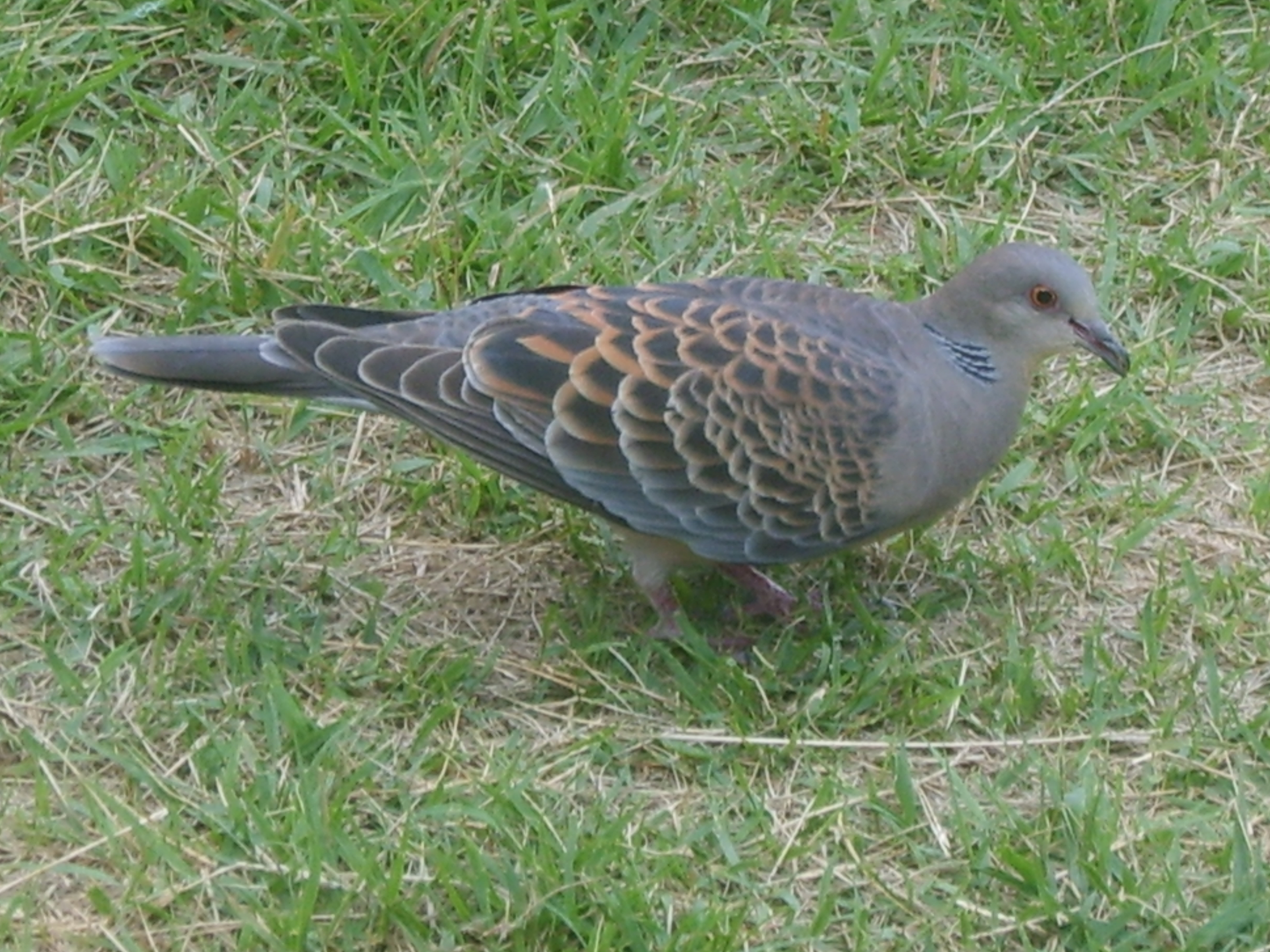
Keleti gerle (Streptopelia orientalis)
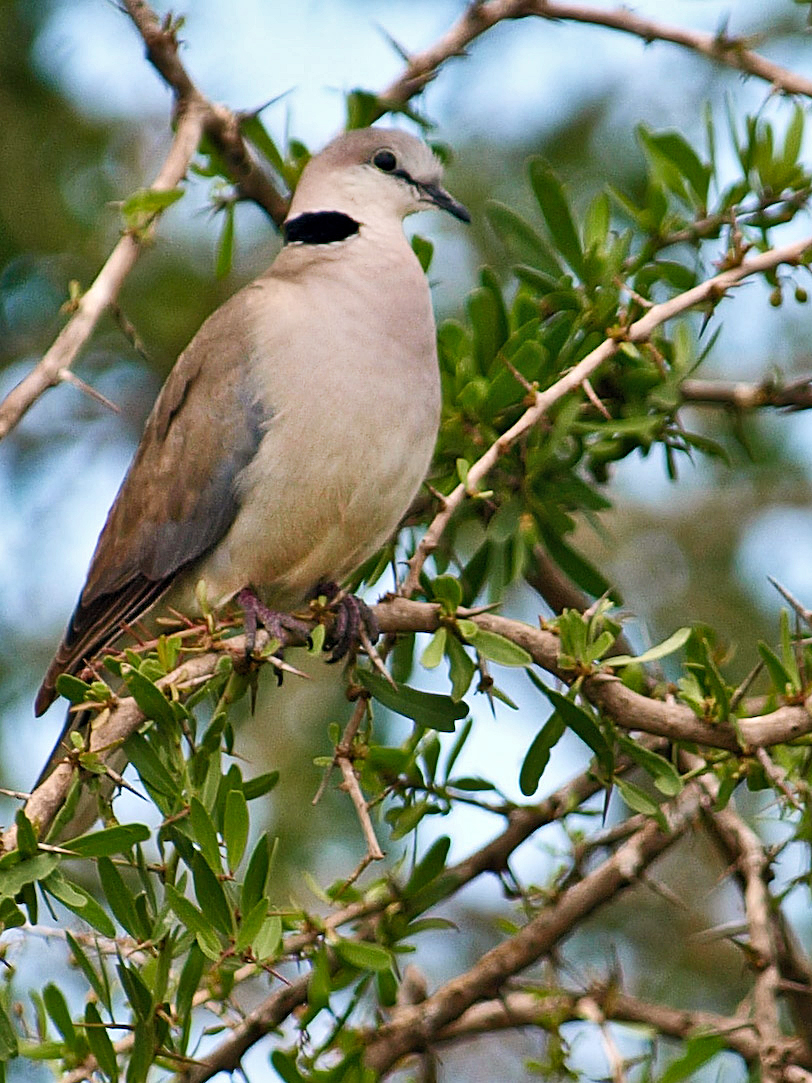
Fokföldi gerle (Streptopelia capicola)
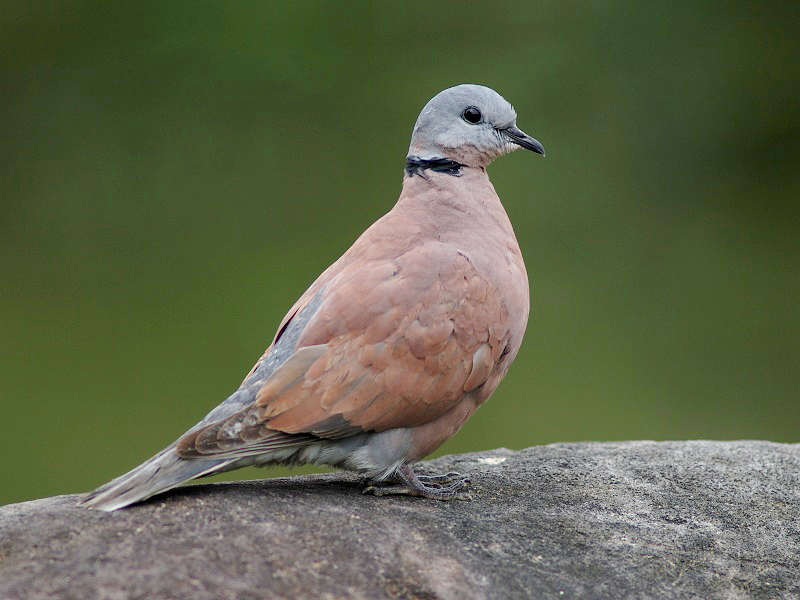
Vöröses gerle (Streptopelia tranquebarica)
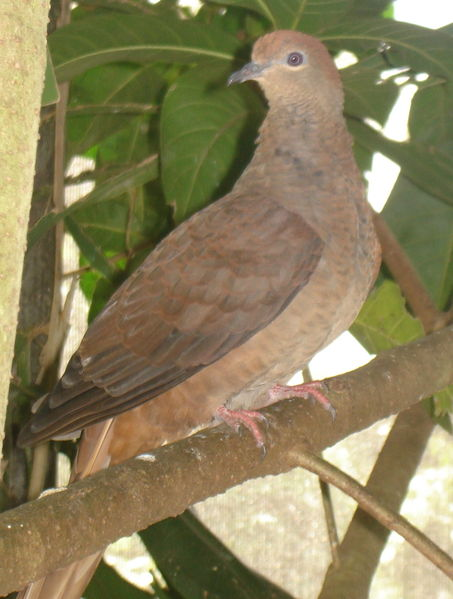
Barna kakukkgalamb (Macropygia phasianella)
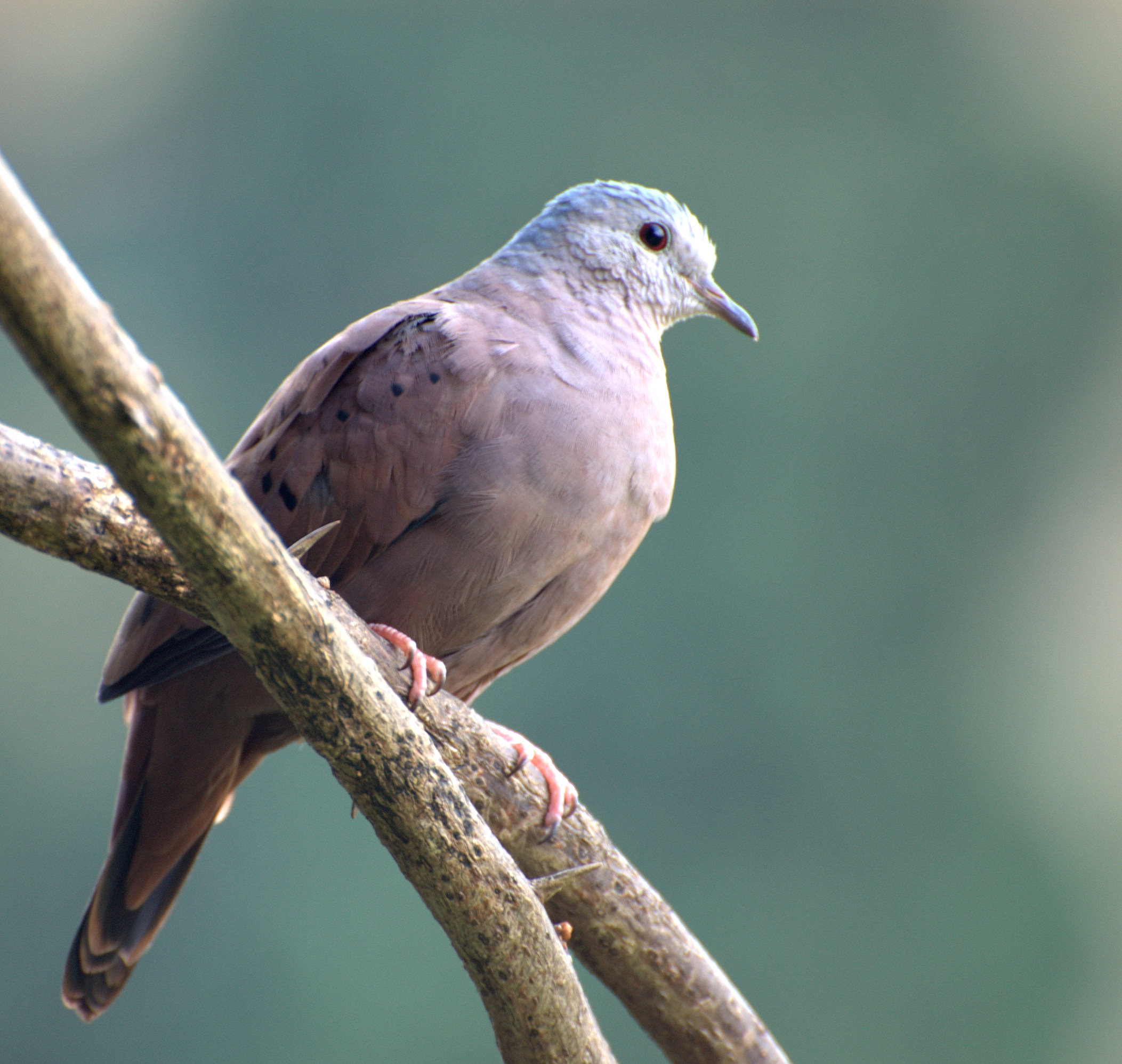
Fahéjszínű galambocska (Columbina talpacoti)
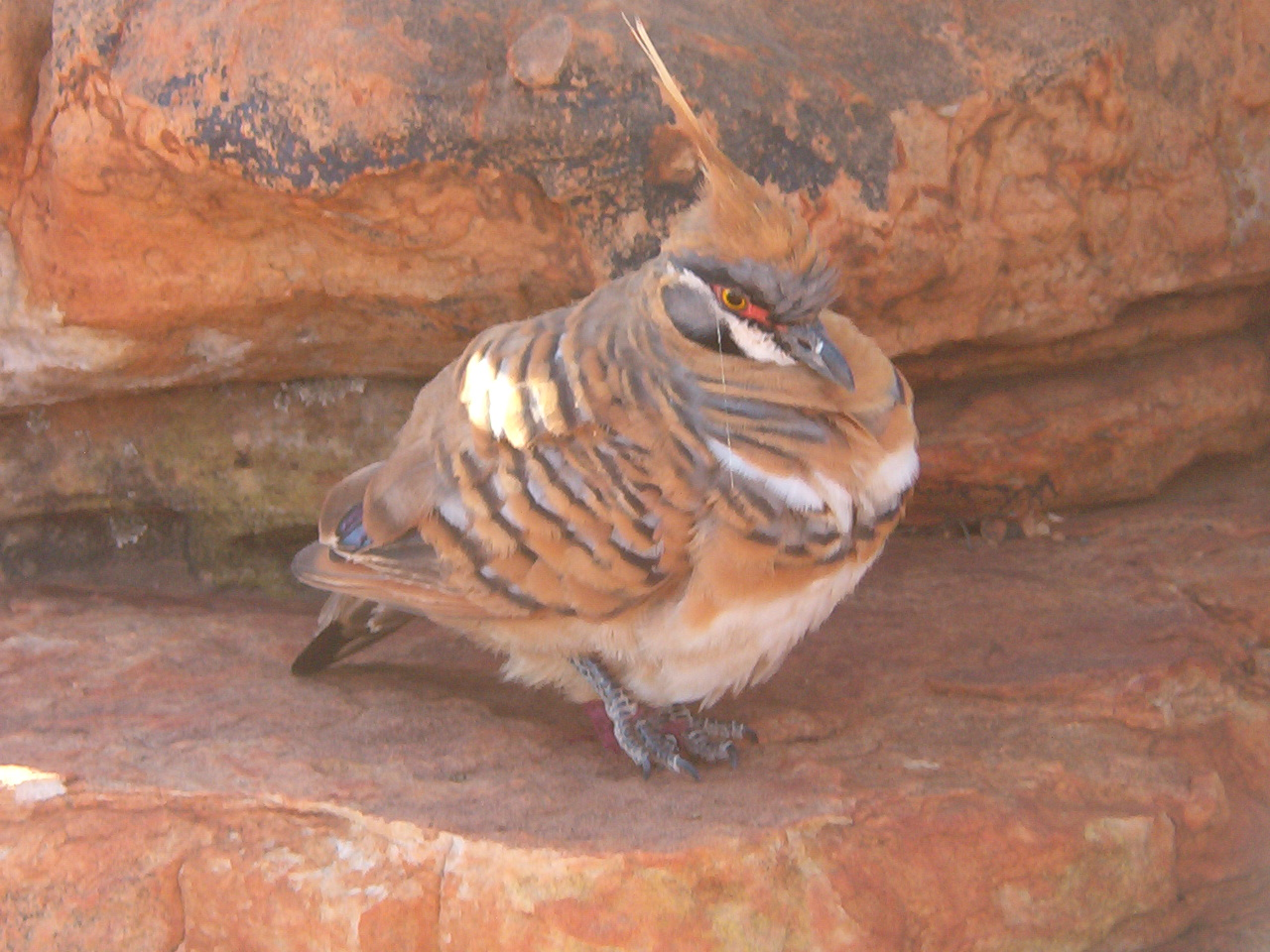
Rőtbóbitás galamb (Geophaps plumifera)
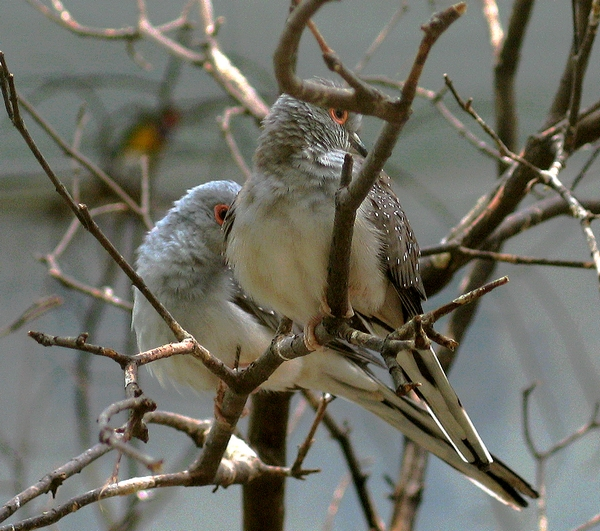
Gyémántgalambocska (Geopelia cuneata)
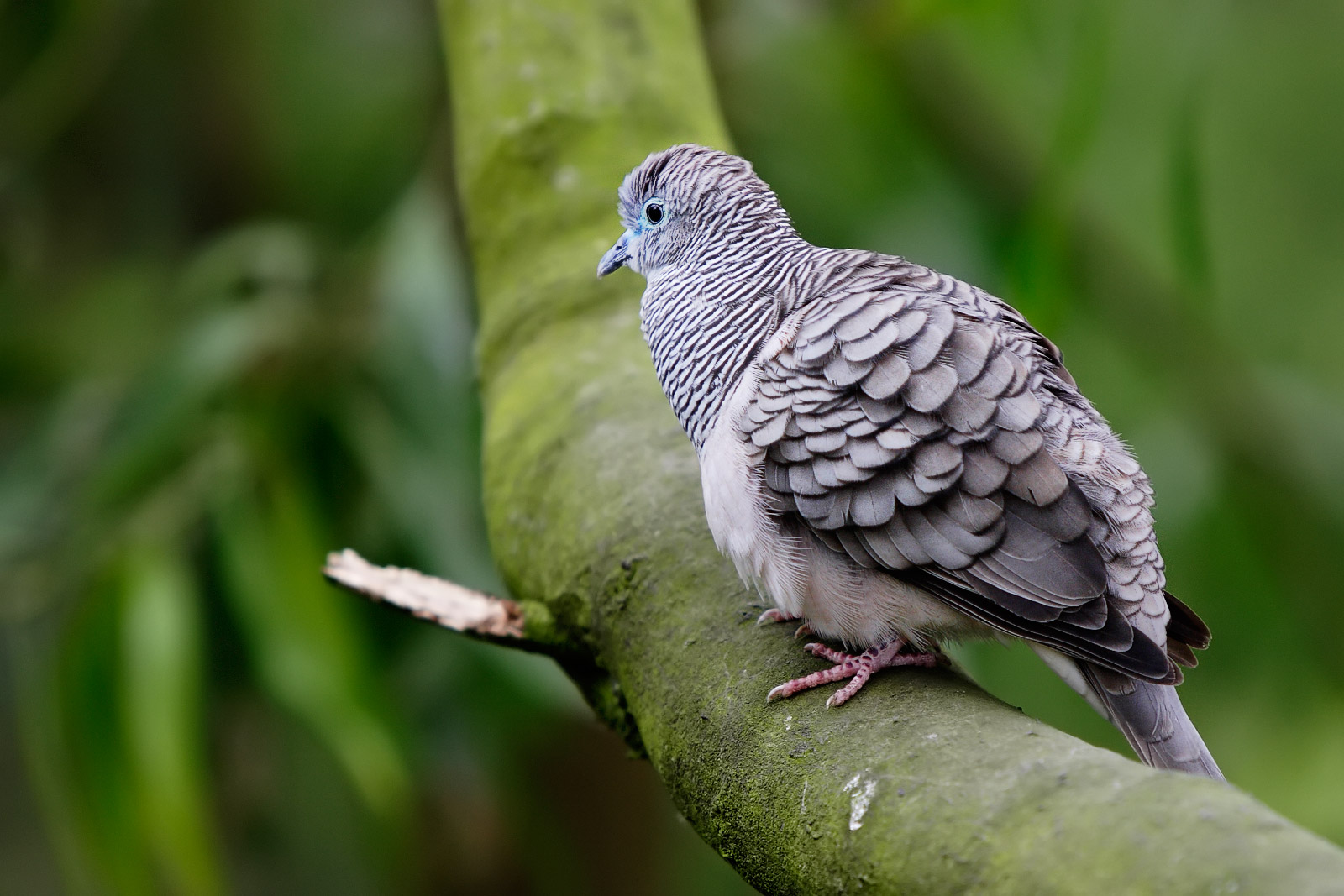
Geopelia placida
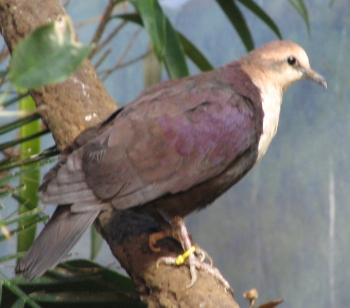
Fehértorkú csillagosgalmb (Gallicolumba xanthonura)

### Gyümölcsgalambformák(Treroniae)

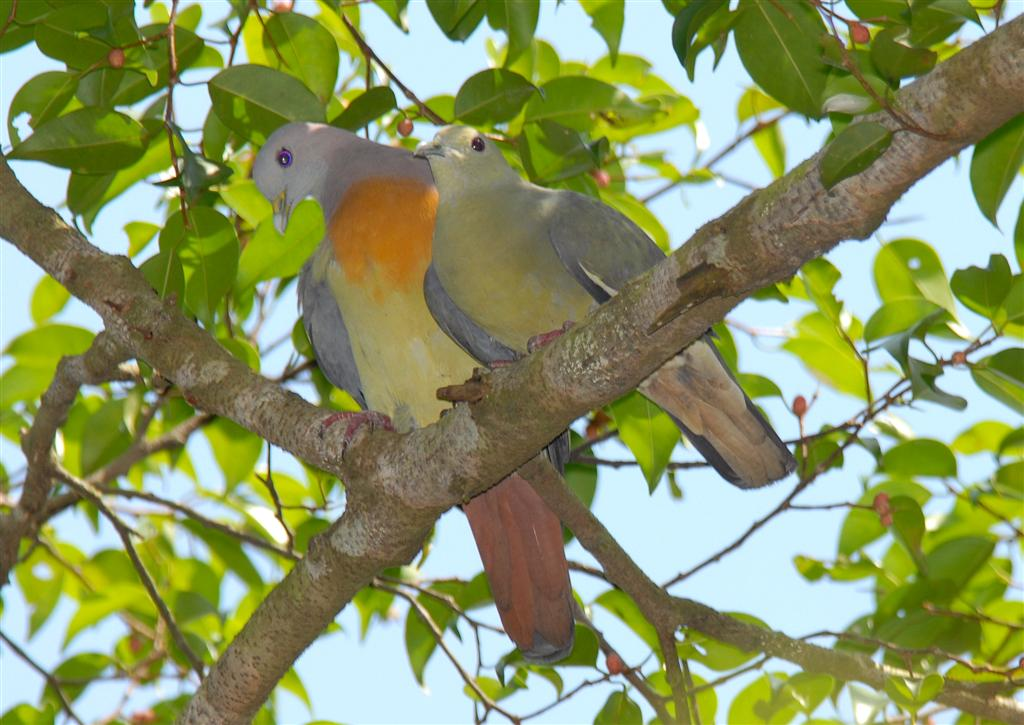
Rózsaszínhasú zöldgalamb (Treron vernans)
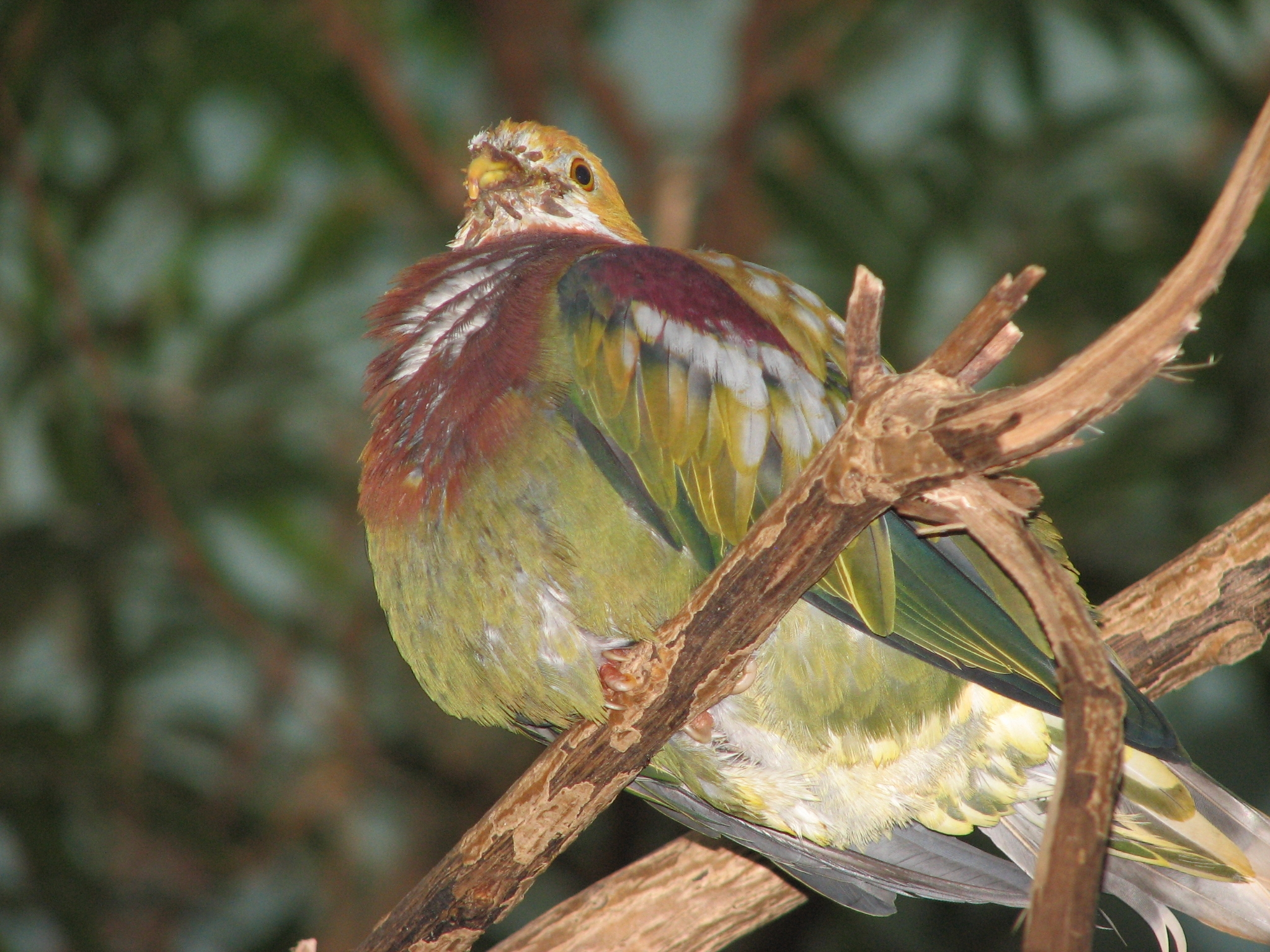
Ékszer gyümölcsgalamb (Ptilinopus ornatus)
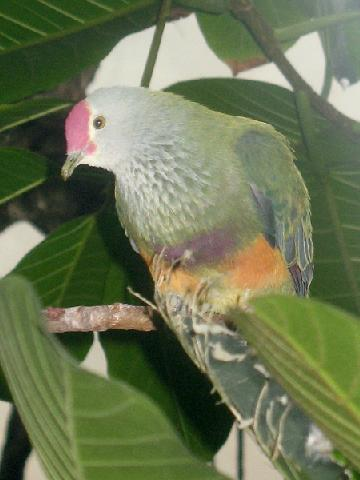
Mariana-szigeteki gyümölcsgalamb (Ptilinopus roseicapilla)
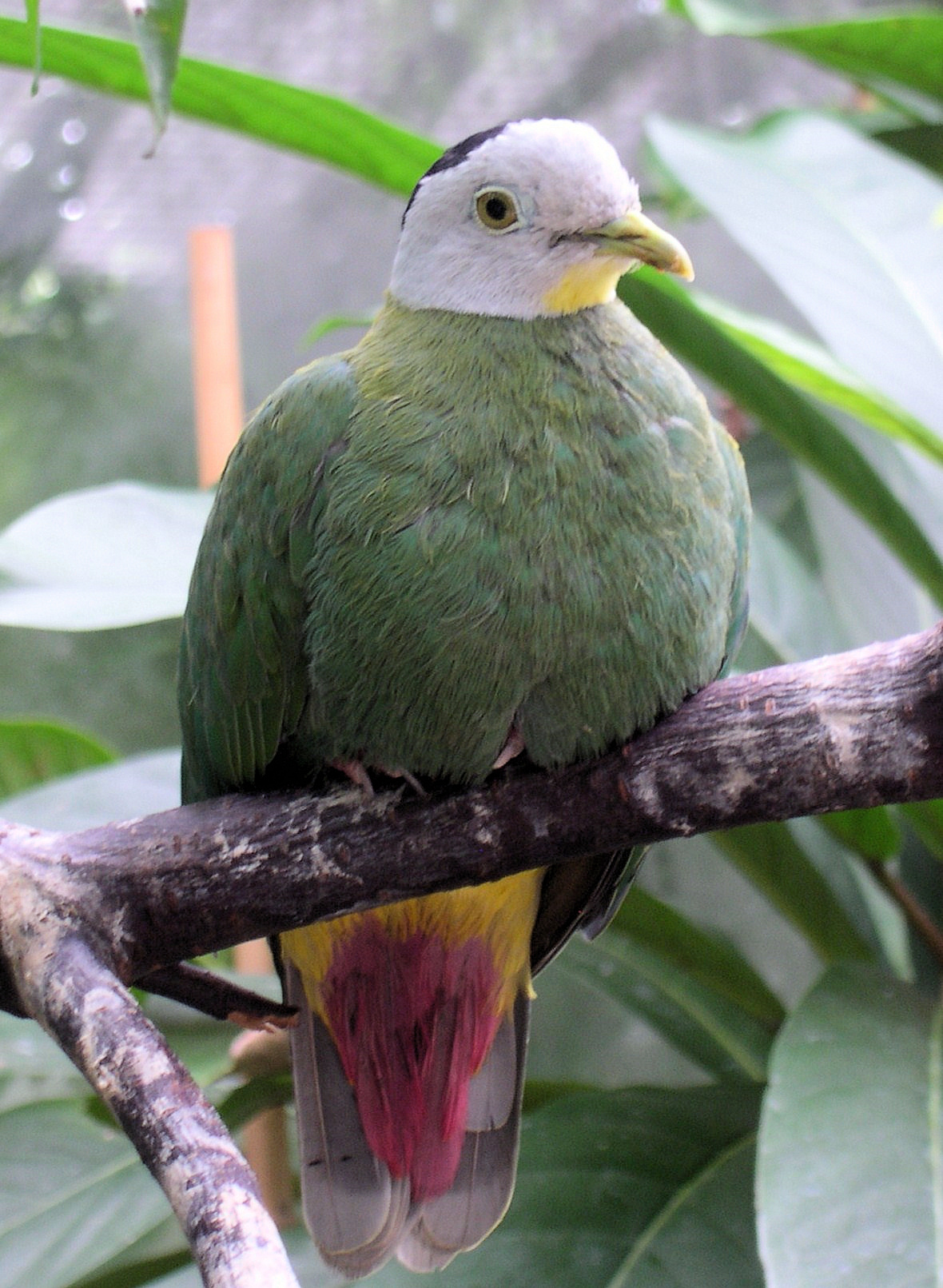
Feketesapkás gyümölcsgalamb (Ptilinopus melanospila)
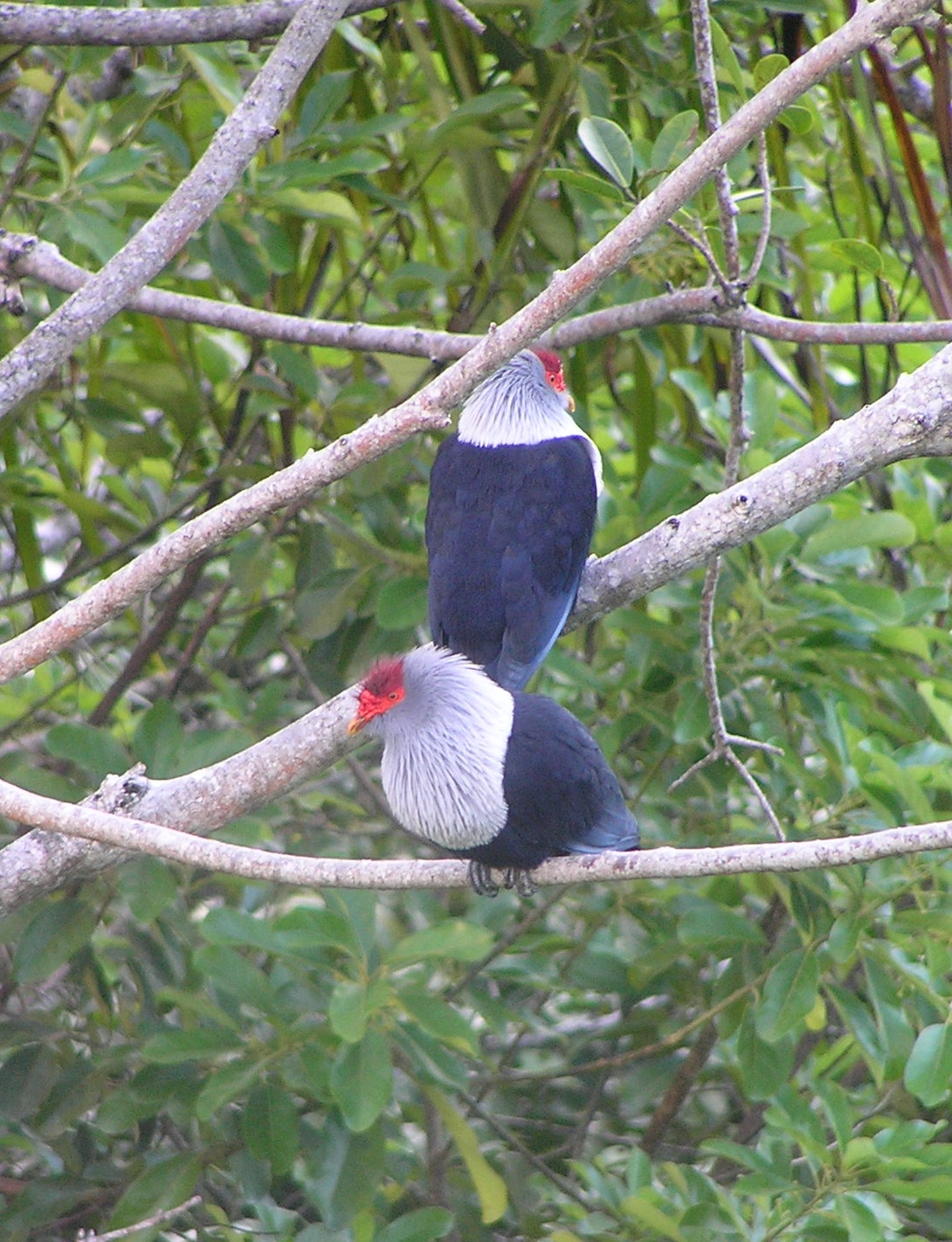
Seychelle-szigeteki gyümölcsgalamb (Alectroenas pulcherrima)
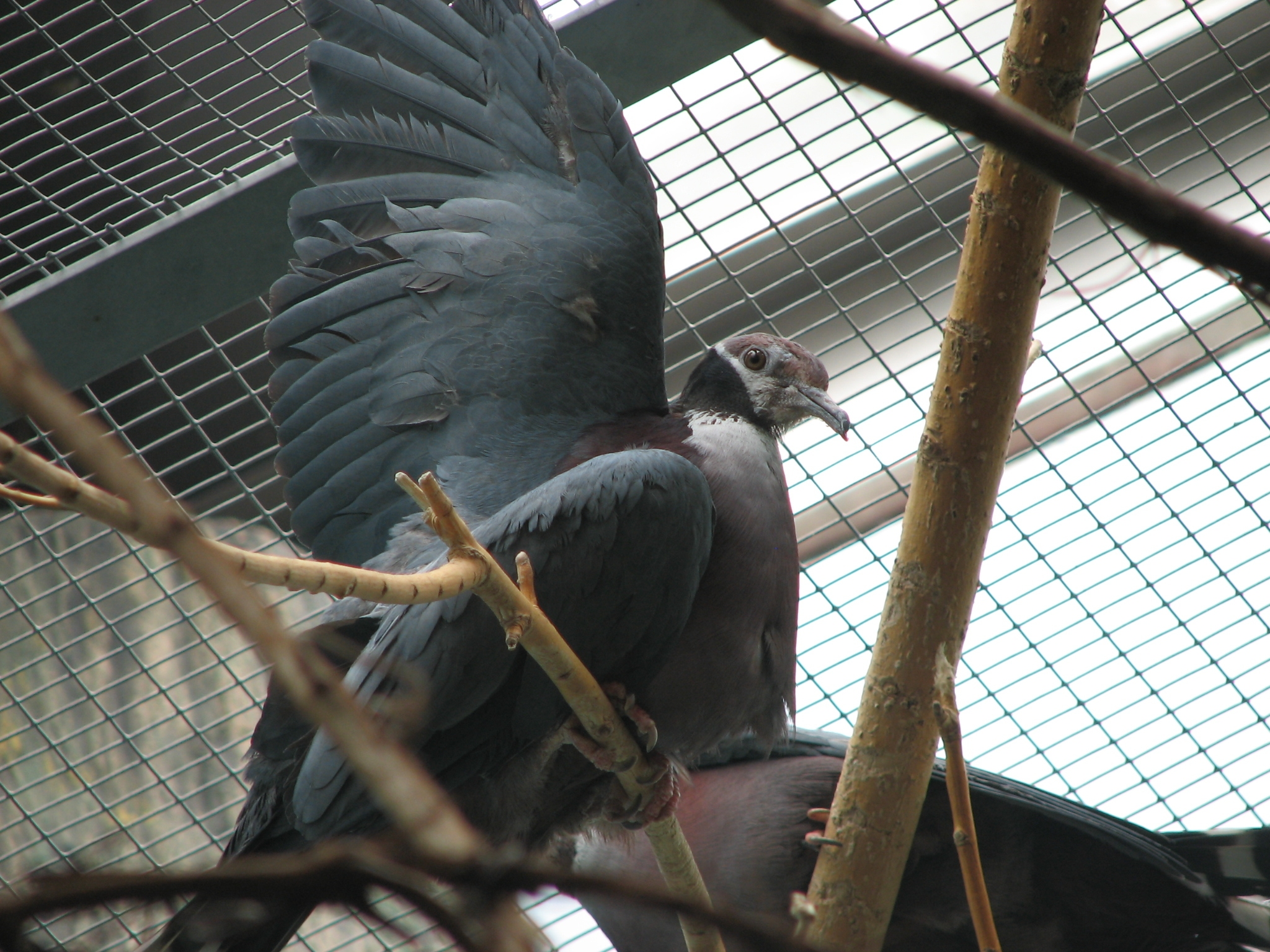
Müller-császárgalamb (Ducula mullerii)
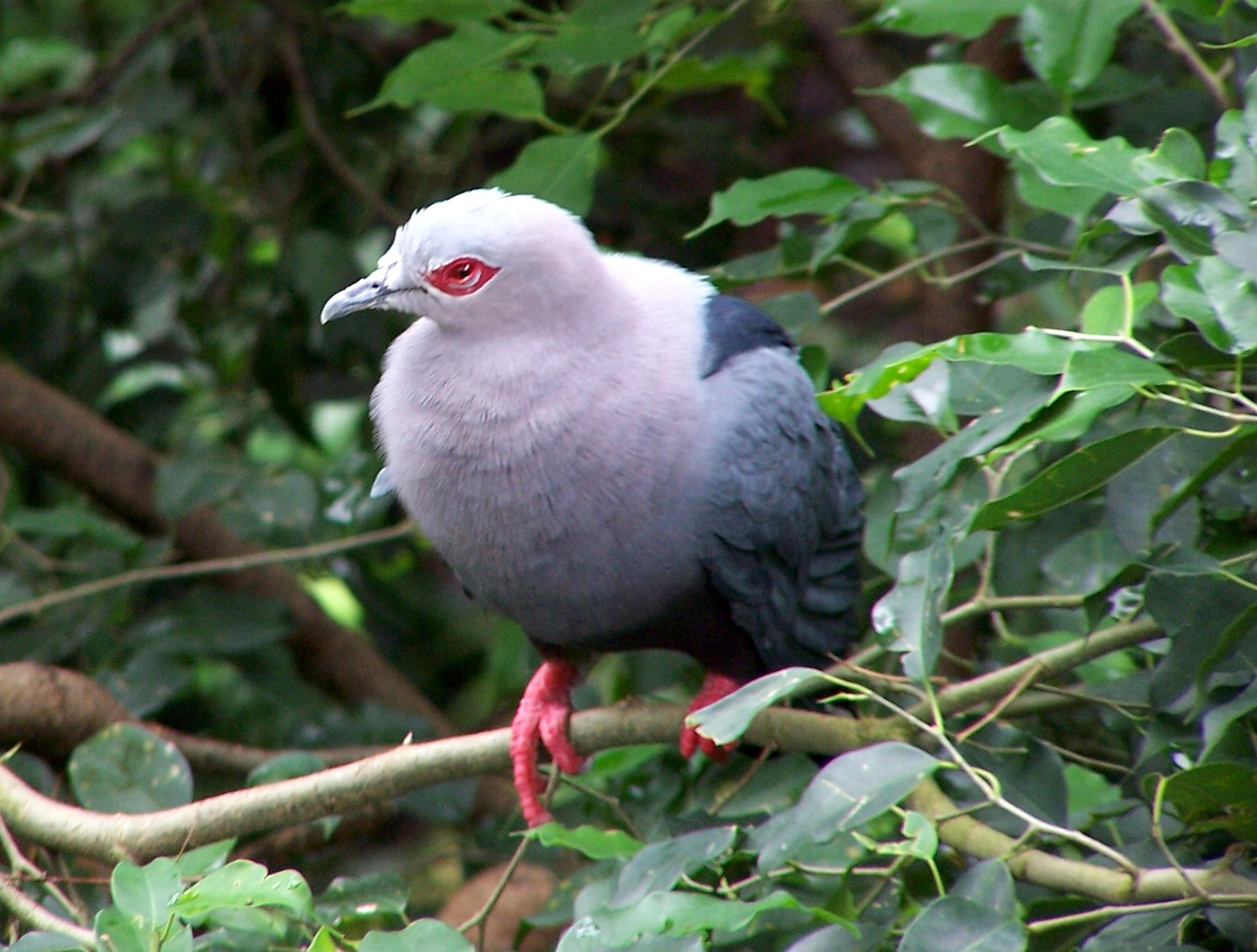
Pinon-szigeti császárgalamb (Ducula pinon)
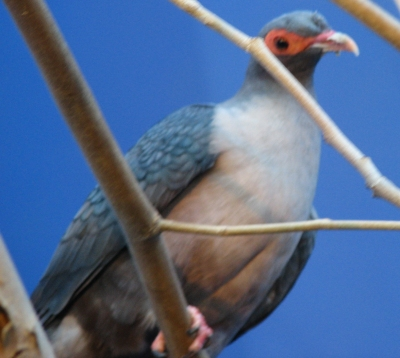
Pápua gyümölcsgalamb (Gymnophaps albertisii)

### Fácángalambformák(Otidiphabinae), koronásgalamb-formák(Gourinae)

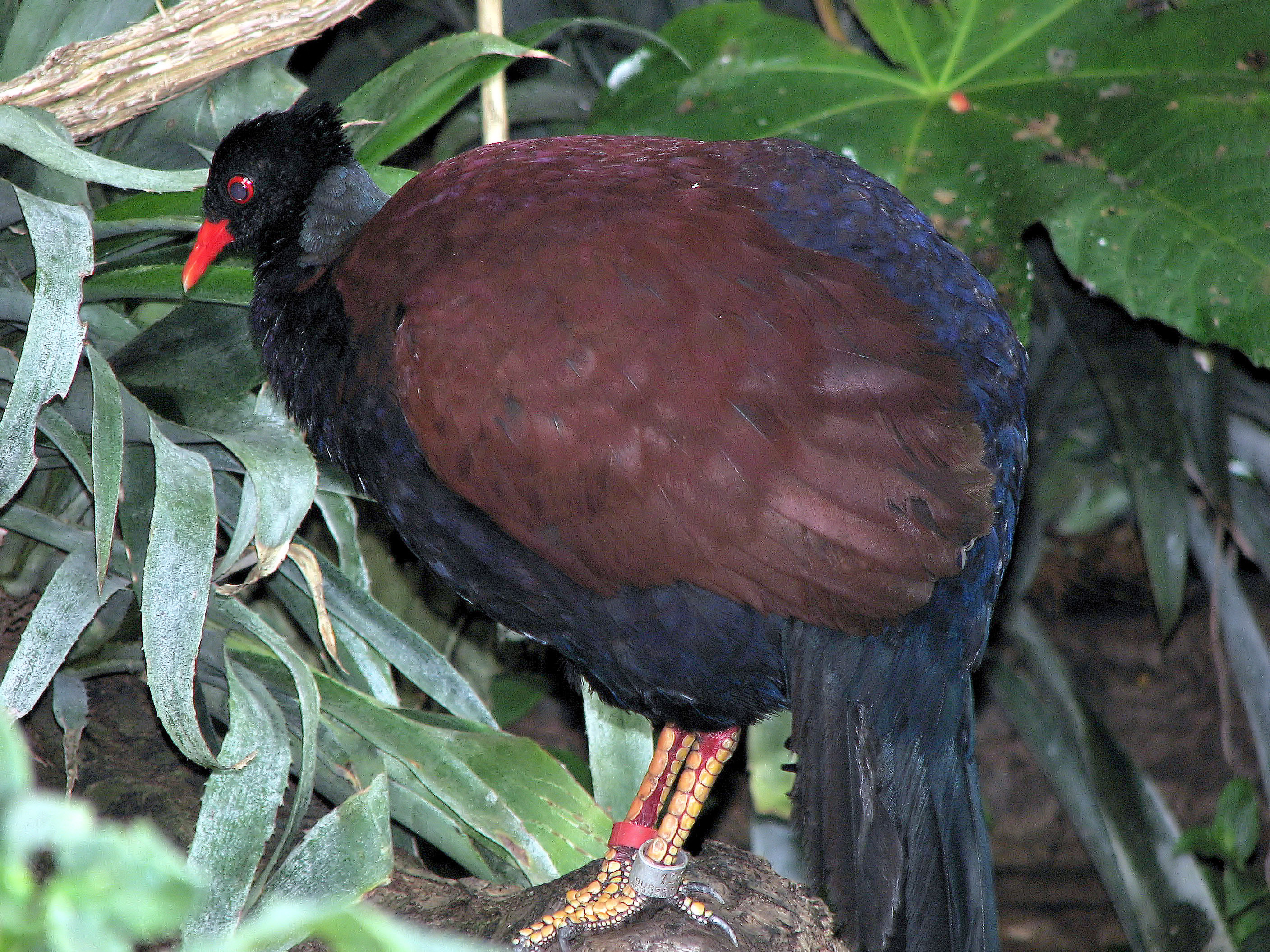
Fácángalamb (Otidiphaps nobilis nobilis)
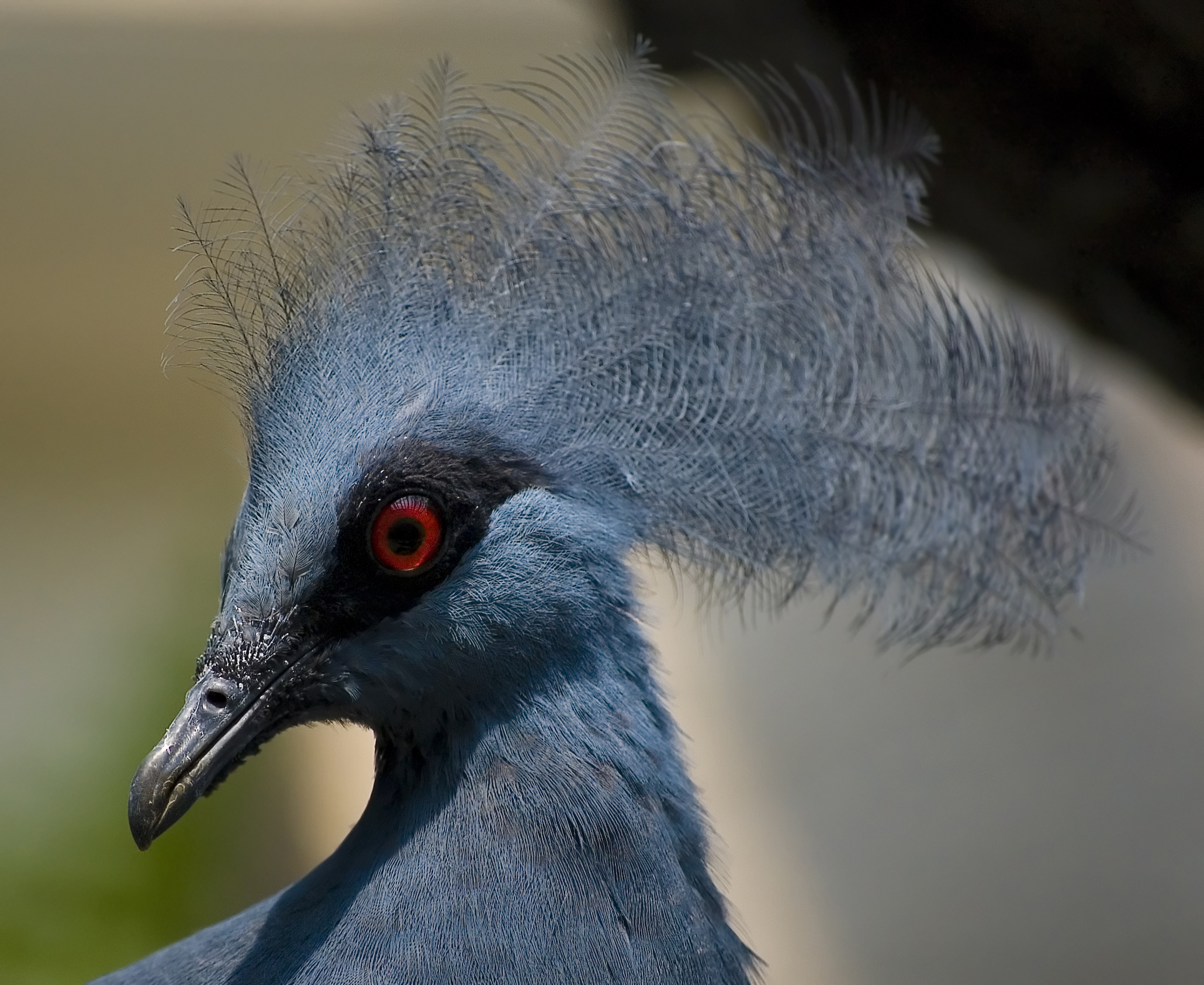
Pompás koronásgalamb (Goura cristata)
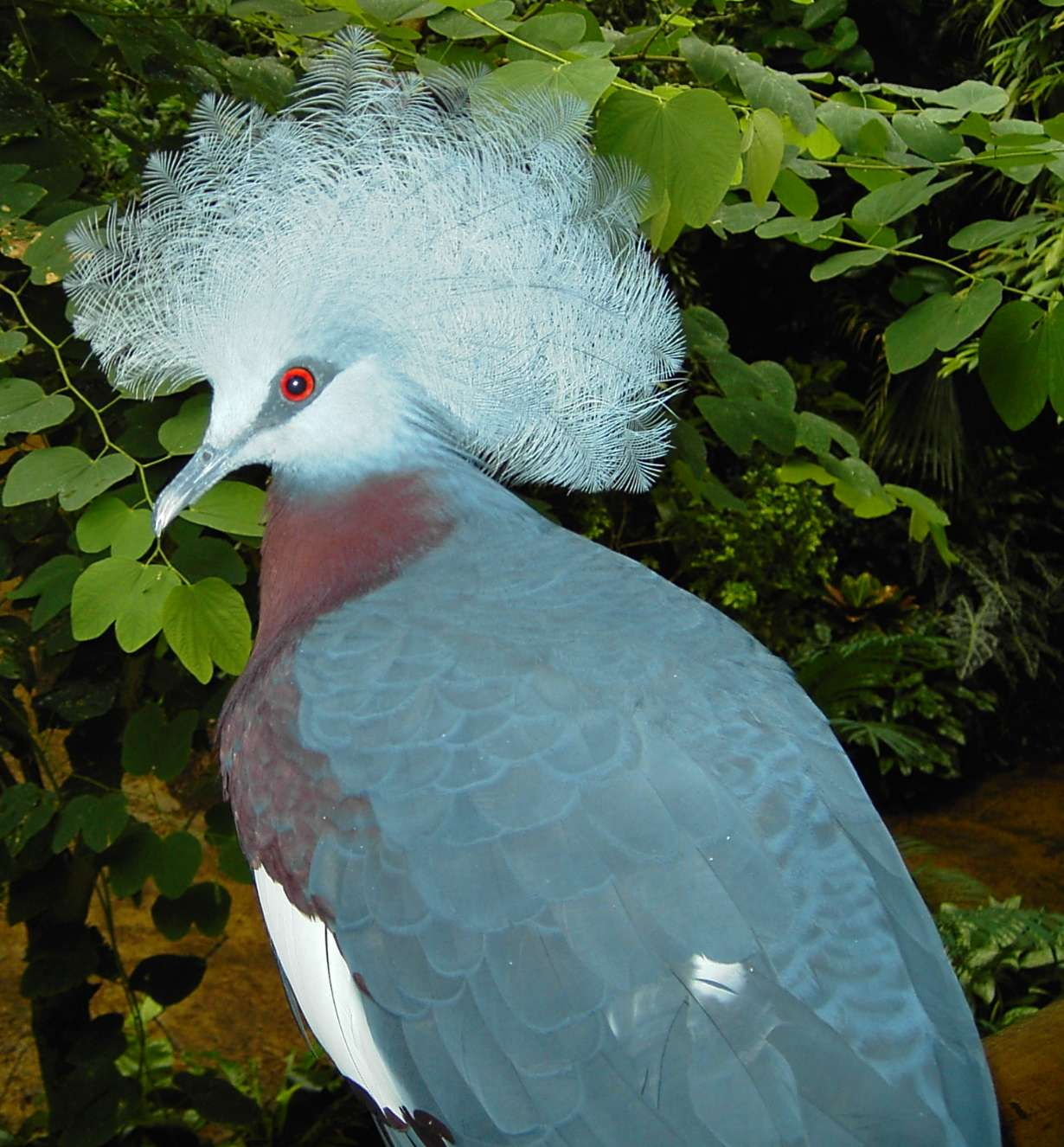
Vörösmellű koronásgalamb (Goura scheepmakeri)
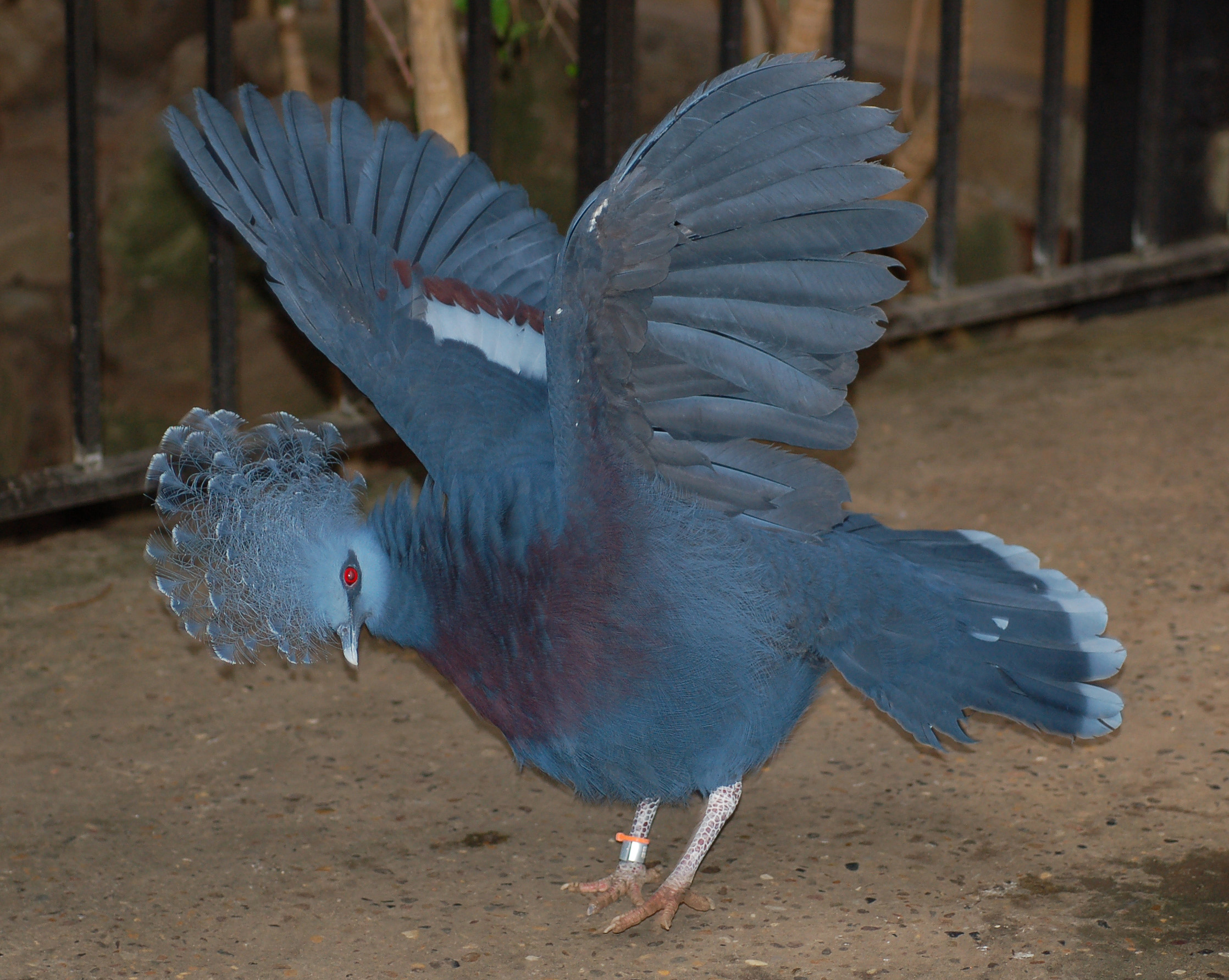
Legyezős koronásgalamb (Goura victoria)